# Historia de la extrema derecha en España

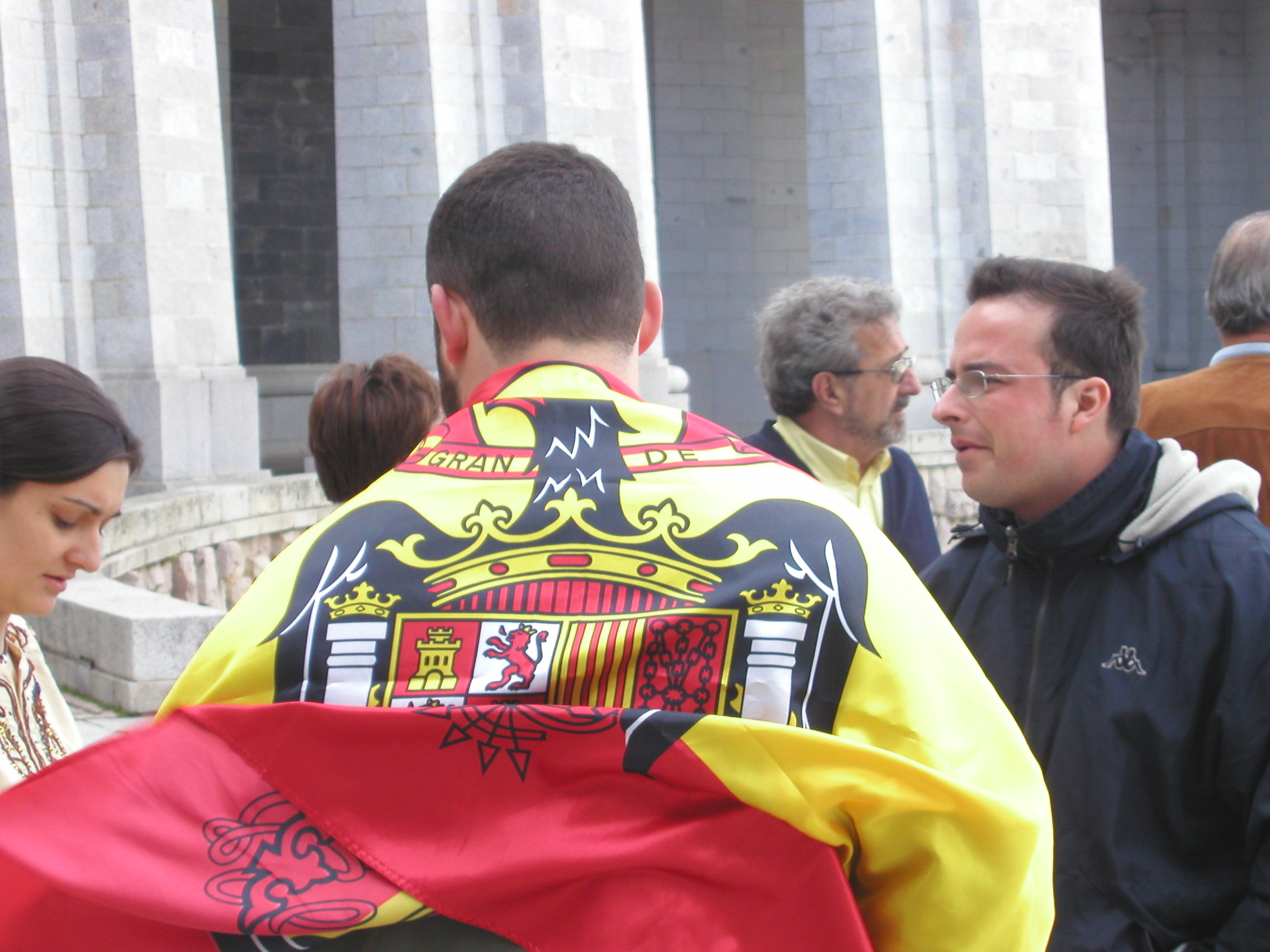
Visitantes neofranquistas en el Valle de los Caídos usando una bandera franquista.

La historia de la extrema derecha en España comienza a principios del siglo XIX con las Cortes de Cádiz. A partir de entonces la extrema derecha en España ha evolucionado siguiendo diversas tendencias (o «familias»): el tradicionalismo católico, el carlismo, la derecha radical y el fascismo (incluyendo el neofranquismo y el neofascismo). Según José Luis Rodríguez Jiménez, la extrema derecha española ha presentado a lo largo de su historia dos rasgos específicos (al menos hasta fechas recientes): compartir el «universo cultural del catolicismo integrista» y «la pobreza en la elaboración intelectual y la dependencia de modelos doctrinales foráneos» (unido a una «lenta y dificultosa renovación de su línea de pensamiento»). Pedro Carlos González Cuevas coincide con el primer rasgo señalado por Rodríguez Jiménez, al destacar que la preponderancia del catolicismo desempeñó un papel esencial al limitar el impacto de la introducción de innovaciones filosóficas externas provenientes del positivismo, el darwinismo social o el vitalismo en estos movimientos.

## SigloXIX
El origen ideológico de la extrema derecha se sitúa en el pensamiento reaccionario que surgió a finales del siglo XVIII y principios del siglo XIX como respuesta a las nuevas ideas y principios de la Revolución Francesa, y que a su vez hundía sus raíces en el pensamiento antiilustrado. Sus principales teóricos fueron los franceses Joseph de Maistre y Louis de Bonald cuyo propósito era defender la Monarquía Absoluta apelando a su origen divino (el poder de los reyes les ha sido delegado por Dios por lo que su autoridad debe ser absoluta) y presentando una visión completamente idealizada de las sociedades de antiguo régimen. En España diversos autores defendieron estas ideas: los sacerdotes o religiosos Fernando de Zeballos (La falsa filosofía), Lorenzo Hervás y Panduro (Causas de la Revolución en Francia en el año 1789 y medios que se han valido para efectuarla los enemigos de la religión y el estado), Diego José de Cádiz (El soldado católico en la guerra de religión) y Rafael de Vélez (Apología del Altar y del Trono); o el jurista Antonio Javier Pérez (Principios del orden esencial de la naturaleza establecidos por fundamentos de la moral y por pruebas de la religión).

### Guerra de la Independencia y Cortes de Cádiz (1808-1814)
Durante la Guerra de la Independencia (1808-1814) se conformaron tres grandes grupos políticos: los afrancesados que apoyaban a la Monarquía de José I Bonaparte y sus reformas; los liberales, que reconocían como rey a Fernando VII y defendían la Monarquía Constitucional que quedó regulada en la Constitución de 1812 aprobada por las Cortes de Cádiz; y los absolutistas, también conocidos como «serviles», que también reconocían como rey a Fernando VII, pero que defendían el mantenimiento de sus poderes absolutos y que contaban con el respaldo del sector mayoritario de la Iglesia católica que consideró la guerra como una «cruzada» en defensa de la religión. Los absolutistas son los que introdujeron el tema de las «Dos Españas» (uno de los tópicos recurrentes de la extrema derecha española) al calificar de «antiespañoles», tanto a los afrancesados como a los liberales. Este maniqueísmo será uno de los elementos característicos de la extrema derecha a lo largo de su historia, así como su apelación a la existencia del «enemigo interior». «Liberales, afrancesados y masones pasan a convertirse en la primera tríada maldita de los reaccionarios». Uno de los defensores más radicales del Antiguo Régimen fue el diputado absolutista Pedro de Inguanzo y Rivero.

### El carlismo

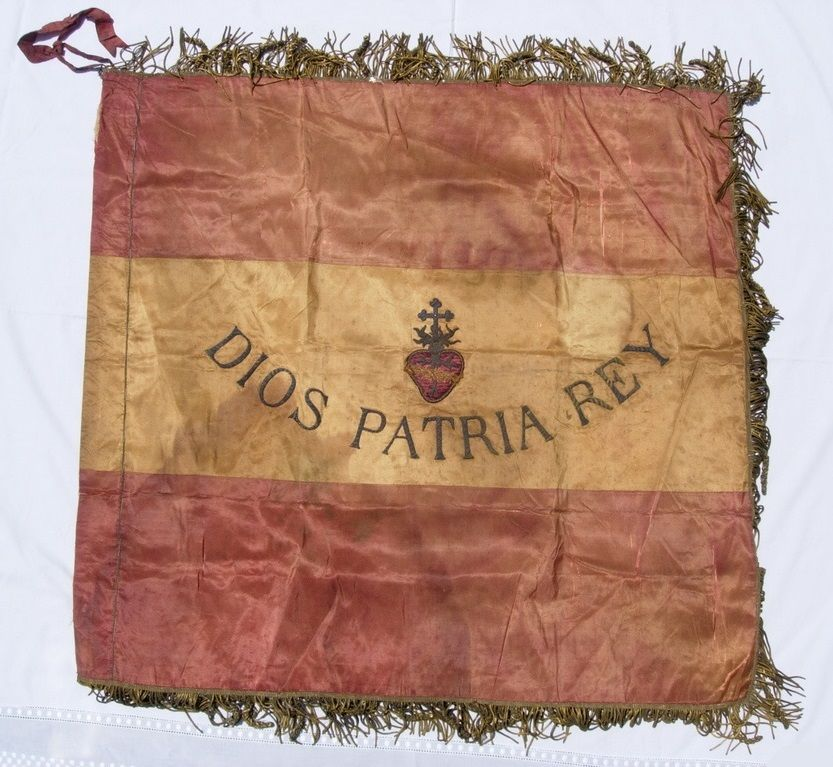
Bandera del con el lema carlista (Colección Iñigo Pérez de Rada, Madrid). También aparece el Sagrado Corazón de Jesús.

Los «serviles» consiguieron su propósito de restaurar la Monarquía Absoluta, expresado en el «Manifiesto de los Persas», cuando en 1814 Fernando VII volvió de su «cautiverio» en Francia y derogó la Constitución de 1812. Durante el Trienio Liberal (1820-1823) los absolutistas fueron conocidos como «realistas», durante la «Década Ominosa» (1823-1833) como «apostólicos» y al final de la misma como «carlistas», por su apoyo al hermano de Fernando VII Carlos María Isidro de Borbón, firme partidario del mantenimiento del Antiguo Régimen, como su sucesor al trono, en detrimento de Isabel, la hija del rey recién nacida. A la muerte de Fernando VII en 1833 se inician las «guerras carlistas», al mismo tiempo que los liberales construyen el «nuevo régimen» de la Monarquía Constitucional.
El trilema «Dios, Patria y Rey» sintetiza de forma genérica la ideología carlista (la defensa de la religiosidad tradicional frente a la secularización, de una idealizada sociedad estamental y de la Monarquía Absoluta, contrapuesta a la soberanía nacional y sustentada en una «Constitución» histórica y tradicional, no escrita, en la que las Cortes estamentales habrían desempeñado un importante papel) que sin embargo no se concreta mucho más. Más adelante se añadió la reivindicación de los fueros de Vascongadas y de Navarra, por ser los dos territorios donde más arraigó el carlismo, además de contribuir a la visión idealizada que proyectaba de la sociedad del Antiguo Régimen. En cuanto a los apoyos sociales del carlismo, José Luis Rodríguez Jiménez señala que «dado que el movimiento carlista se oponía a los cambios sociales asociados al liberalismo, obtuvo el sostén de quienes temían la desaparición de los vínculos de protección basados en relaciones personales, y no solo en el mundo rural ya que la supresión de los gremios había afectado al artesanado de las ciudades». No obstante, Rodríguez Jiménez reconoce que «la extracción social de las bases carlistas es más bien heterogénea». Este historiador también destaca el apoyo que recibió el carlismo de una parte de la Iglesia Católica, no sólo por razones ideológicas sino también económicas a causa de la desamortización de sus bienes. En última instancia, el carlismo se definiría por su «condena del liberalismo como algo ajeno a la realidad de España» y debido a su pervivencia a lo largo de los años acabó convirtiéndose en la «reserva espiritual» de las fuerzas reaccionarias, «impregnando al tradicionalismo católico con sus elementos míticos y su retórica militarista» (en lo que enlazaría con el miguelismo portugués o el legitimismo francés).
Tras su derrota en la tercera guerra carlista (1872-1876) y la consolidación de la Restauración, el carlismo sufrió la escisión de los integristas en desacuerdo con el acercamiento al liberalismo moderado por parte del pretendiente Carlos VII. A final de siglo se produjo la reelaboración de su doctrina con la aprobación del «Acta de Loredán» (1897) en la que a la defensa de la «monarquía tradicional», la unidad católica y los fueros, se añadía el fomento de la «vida corporativa, restaurando los gremios con las reformas necesarias» (la idealización del corporativismo medieval continuaba) y se incorporaba la «cuestión social» siguiendo la doctrina social de la Iglesia.

### El tradicionalismo

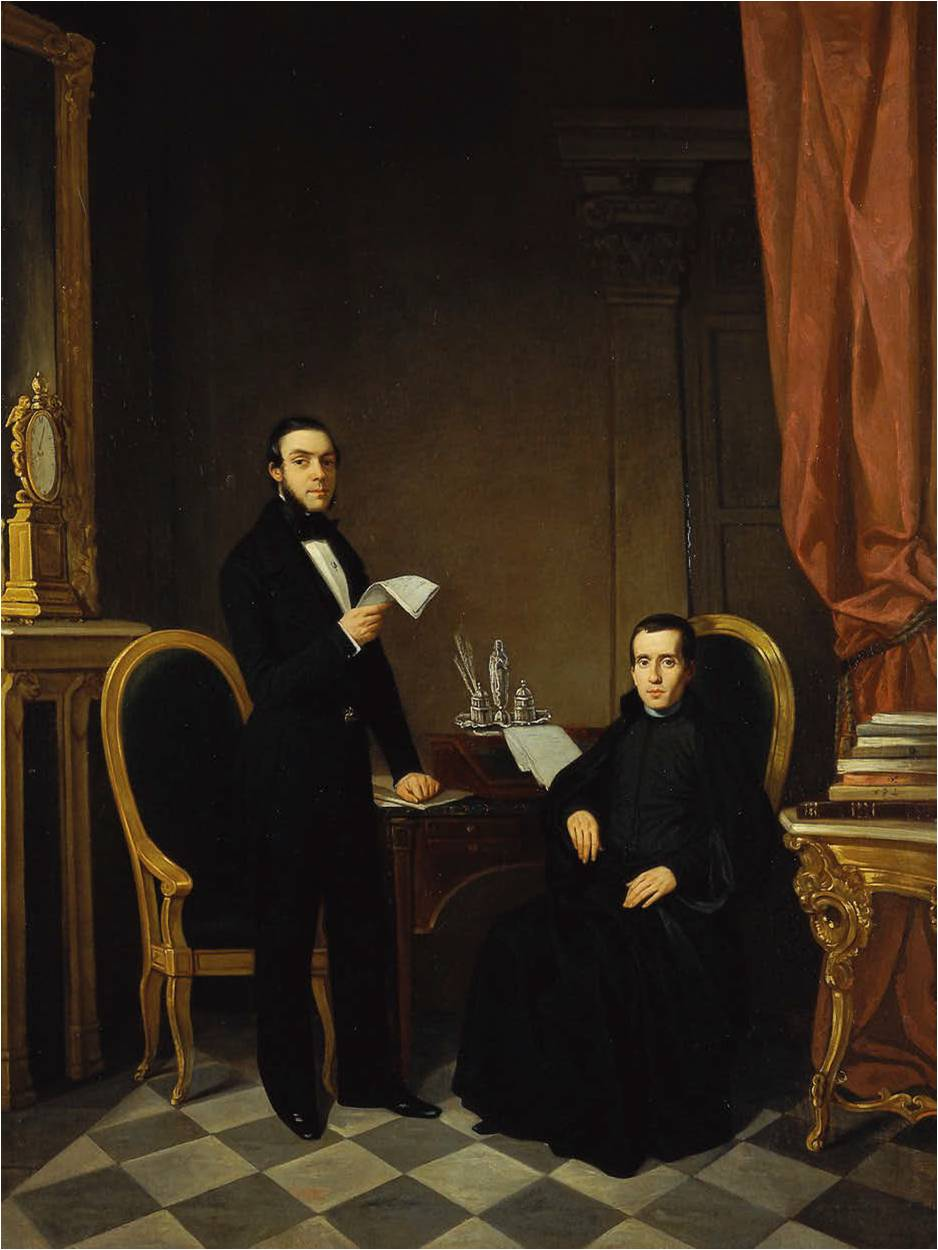
Retrato de Juan Donoso Cortés (de pie) y de Jaime Balmes (sentado) pintado en 1848 por Luis Brochetón y Muguruza (Real Academia de la Historia, Madrid).

El tradicionalismo fue una corriente de pensamiento político reaccionario que se desarrolló en la segunda mitad del siglo XIX, alejándose del conservadurismo. Sus principales representantes fueron Juan Donoso Cortés, Antonio Aparisi Guijarro, Marcelino Menéndez Pelayo y Juan Vázquez de Mella. Estos autores entendían la «tradición» como un «compendio de convicciones y sistemas de valores permanentes» y sus propuestas se fundamentaban en un «dogmatismo agresivo». Donoso Cortés, cuya obra «es posiblemente la que mejor represente el pensamiento tradicionalista español», en su «Discurso sobre la situación de España» (1850) en las Cortes, proclamó que es por la «tradición» que las naciones «son lo que son en toda la dilatación de los siglos». Cincuenta años después Vázquez de Mella afirmó que la tradición implica «el derecho de las generaciones y de los siglos posteriores a que no se les destruya la herencia de las precedentes por una generación intermedia amotinada», y definió la «tradición» así:

La tradición, considerada subjetivamente, es un sentimiento que se funda en el respeto de los antepasados […] Las creencias que tenemos, nuestras costumbres, las injusticias sociales primarias, los rasgos comunes del carácter, la lengua en la que los expresamos, las influencias seculares sobre las que se ha engendrado la raza, todo eso sin lo cual no seríamos los mismos, es objetivo de la tradición y comunicado por ella.

Para todos estos autores la «tradición» en el caso español estaba inextricablemente unida al catolicismo. Donoso Cortés partía de una concepción providencialista de la historia y negaba que los hombres pudieran adquirir el conocimiento por sí mismos (les había sido comunicado por Dios a través de la revelación) con lo que la doctrina católica se convertía en la única fuente de conocimiento. Asimismo el orden social y político había sido establecido por Dios por lo que a los hombres no les cabía otra opción que someterse, pues rebelarse les conduciría a la perdición (con una excepción: cuando las autoridades tomaran decisiones contrarias a los designios de Dios). Según José Luis Rodríguez Jiménez, «la visión donosiana, adoptada en las décadas siguientes por buena parte de los dirigentes de la extrema derecha, representa una condena del estado presente del mundo, asentada en una concepción maniquea de índole escatológica, donde las fuerzas del bien y del mal luchan perpetuamente hasta el triunfo final y definitivo del primero sobre el segundo». Así para Donoso Cortés, «cuando los Estados prescinden del pensamiento católico y aceptan los principios del racionalismo se produce el triunfo del mal en el mundo», en forma de catástrofes ―epidemias, malas cosechas, etc.― o de revoluciones políticas. «Nunca han faltado para los pueblos corrompidos ángeles exterminadores», dijo en su «Discurso sobre la situación de España» de 1850.

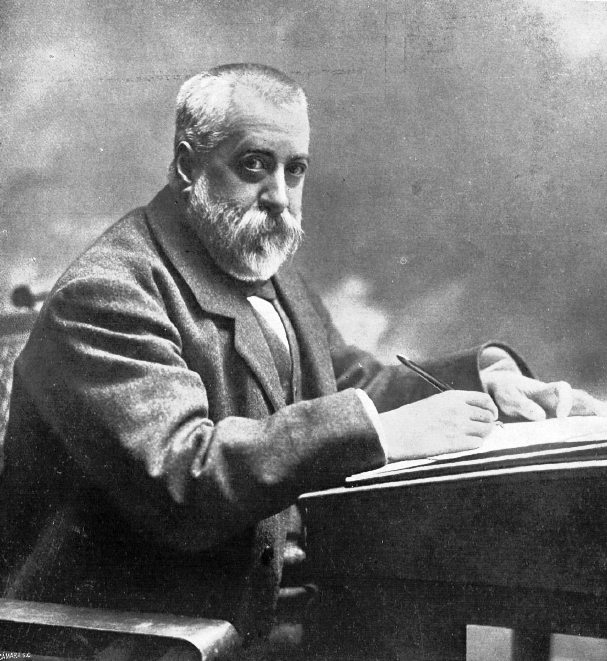
Fotografía realizada por Kaulak y publicada en Mundo Gráfico con motivo del fallecimiento de Marcelino Menéndez Pelayo en 1912.

Inspirado en las ideas de Donoso Cortés, en 1860 nació el grupo neocatólico liderado por Cándido Nocedal (el término «neos» o «neocatólicos» les fue asignado por sus adversarios con cierto carácter despectivo en cuanto que los acusaban de ser una mezcla de carlismo y de ultramontanismo). Su objetivo prioritario era la defensa de los intereses de la Iglesia Católica, con la que la Monarquía de Isabel II acababa de alcanzar un acuerdo, y de la unidad católica. Cuando estalla la cuestión romana y el gobierno español reconoce en 1861 al reino de Italia los «neos» se ponen de parte del Papado, adoptando una posición ardientemente ultramontana. Además apoyarán entusiasmados la condena por Pío IX de los «errores» del liberalismo (Syllabus). Tras el triunfo de la Revolución Gloriosa de 1868 que pone fin al reinado de Isabel II, los «neocatólicos» se acercarán a los carlistas, coincidiendo los dos movimientos en su oposición radical a la secularización de la sociedad. La prensa neocatólica defenderá en sus páginas los derechos al trono español del pretendiente carlista Carlos de Borbón y Austria-Este (Carlos VII).
Tras la restauración de la Monarquía borbónica surgió un nuevo grupo tradicionalista (desligado del carlismo), la Unión Católica de Alejandro Pidal. Por su parte, los nocedalistas abandonaron las filas carlistas, a las que se habían sumado durante el Sexenio Revolucionario (1868-1874), en cuanto el pretendiente Carlos VII inició un acercamiento al liberalismo moderado. Así, una parte del antiguo «neocatolicismo» se transformó en integrismo y en 1888 nació el Partido Integrista. Este defendía la subordinación total al magisterio de la Iglesia, tanto en el ámbito político como en el social, y solo reconocía como soberano a Cristo-Rey. En consecuencia se oponían radicalmente a la libertad de culto y a la libertad de pensamiento («libertades de perdición con que los imitadores de Lucifer perturban, corrompen y destruyen a las naciones») y solo estaban dispuestos a obedecer las leyes sustentadas en la doctrina católica, «concebida como una revelación, una verdad absoluta que ni la Iglesia puede cambiar». Liderados por Ramón Nocedal, en el manifiesto tradicionalista integrista de Burgos, hecho público en 1889 por El Siglo Futuro y veintitrés periódicos más, adoptaron una actitud intolerante frente a los que no estuvieran dispuestos a aceptar su «verdad»: «toda libertad nos parece poca para la verdad y para el bien; toda represión nos pequeña para el error y el mal». Además de en el Syllabus papal, los integristas se inspiraron en el opúsculo El liberalismo es pecado de Félix Sardá y Salvany y en el libro Restauración. Apuntes para una obra, en el que su autor, Antonio Aparisi Guijarro, idealizaba la sociedad estamental. También fueron muy influidos por los escritos de Marcelino Menéndez Pelayo (quien identificó el volkgeist español con el catolicismo) y, sobre todo, por los de Juan Vázquez de Mella. Este último en 1890 en un discurso en las Cortes se definió como «intransigente e intolerante» en la defensa de «los principios de la Iglesia».

## SigloXX
Haciendo balance de la historia de la extrema derecha española en el siglo XX, José Luis Rodríguez Jiménez destacó cuando acababa ese siglo «el importante papel desempeñado por la extrema derecha en el acontecer político español del presente siglo... La extrema derecha estimuló como nadie el golpe de Estado contra la Segunda República, intentó forzar la entrada en la Segunda Guerra Mundial cuando los otros componentes de la clase política franquista comenzaban a abandonar las tesis favorables a una identificación total con la Alemania nazi; consiguió retrasar, fomentando las posiciones inmovilistas, el proceso de transición política desde la dictadura franquista a la democracia, y sus distintas organizaciones han conformado uno de los segmentos políticos (otro ha sido el terrorismo nacionalista vasco) que más esfuerzos han hecho para desestabilizar la consolidación de la democracia. Además... a lo largo de un período cronológico considerable del siglo XX la extrema derecha ha formado parte del poder durante mucho más tiempo que en en el resto de países de la Europa occidental...».

### Crisis de la Restauración (1914-1923)
Durante la crisis de la Restauración, iniciada en 1914, las extremas derechas, representadas por el catolicismo político, el carlismo y el maurismo, se constituyeron como movimientos cívicos refractarios a la secularización y a favor de los intereses de la Iglesia Católica. Por su parte las élites nobiliarias se reunieron en el Centro de Acción Nobiliaria, de cuño reaccionario. En 1919 se fundaron en Barcelona los Sindicatos Libres, una organización de extrema derecha de origen carlista que protagonizó actos de terrorismo contra los sindicatos de clase de la CNT en la ciudad con la connivencia del gobernador civil. Su evolución hizo que se les haya etiquetado tentativamente como organización «prefascista» y como una suerte de primigenio caso de «fascismo hispano», alejados hacia 1930 ya mucho del tradicionalismo, según Colin M. Winston.

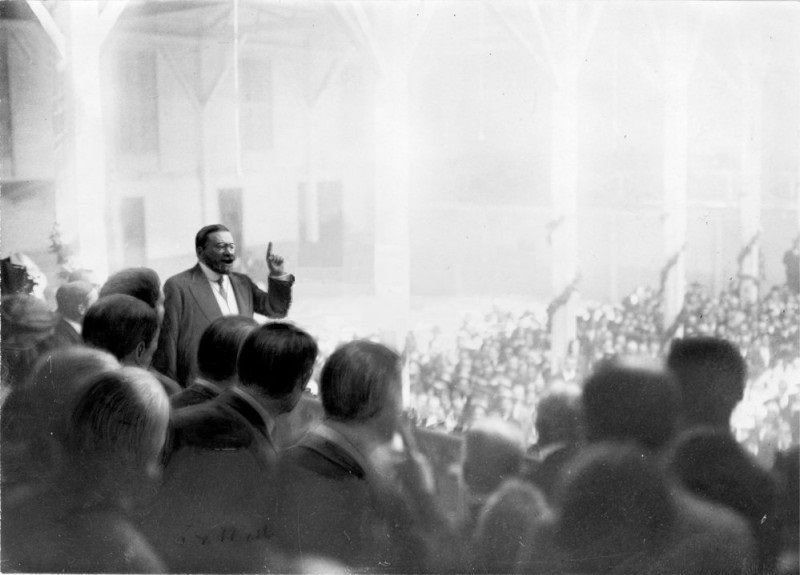
Juan Vázquez de Mella durante un discurso en 1916.

En 1919 el carlismo se dividió entre «jaimistas», que se mantuvieron fieles al pretendiente Jaime de Borbón y Borbón-Parma, y «mellistas», seguidores de Juan Vázquez de Mella, el principal ideólogo del carlismo, que defendía el establecimiento de un acuerdo con la derecha autoritaria alfonsina. En aquel año Vázquez de Mella abandonó la Comunión Tradicionalista, nombre que se venía empleando para designar al partido carlista, para fundar el Partido Católico Tradicionalista. Su propósito era lograr la «federación de las extremas derechas… cuanto más extremas mejor» (Váquez de Mella no tenía inconveniente en utilizar el término «extrema derecha», a diferencia de otros líderes de esa tendencia política) con el objetivo de defender el «orden social» amenazado (la revolución bolchevique acababa de triunfar en Rusia) para lo que proponía la instauración de un régimen autoritario:  «Sustitución del fracasado régimen parlamentario por el representativo, fundado en la representación por clases, que reduce a los partidos a accidentes, y no a substancias». Su fundamento era una concepción organicista de la sociedad, integrada por ciertas instituciones «preexistentes y naturales» (familia, municipio, región); la existencia de una «constitución histórica» o «constitución interna» formada por la «unidad católica en el orden religioso, la monarquía cristiana y federativa en lo político y la libertad fuerista y regionalista»; y la «soberanía social» anterior a la «soberanía política» del Estado («Nacemos en el seno de una familia, de una clase, de una sociedad, y… la enseñanza con que se cultiva nuestra inteligencia, existía antes que nosotros viniéramos al mundo y ha ido formando en parte nuestro carácter y desarrollando nuestras facultades»).

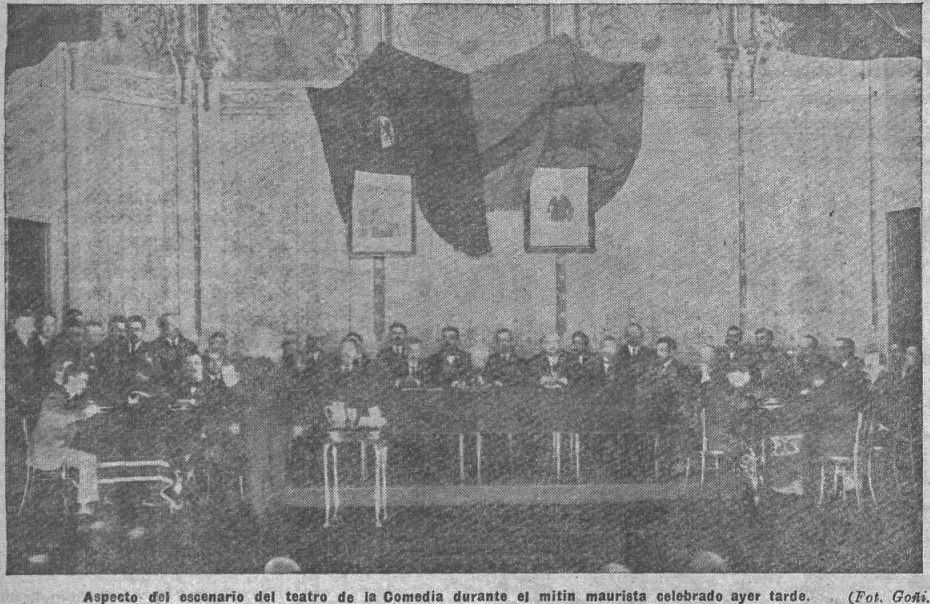
Mitin maurista en el Teatro de la Comedia en 1917, por Francisco Goñi.

Pocos años antes de la división del carlismo, había surgido el «maurismo», un movimiento político formado en torno al líder conservador Antonio Maura que no llegó a constituir un partido nuevo, pero sí que contó con su propia organización. Uno de sus dirigentes, Ángel Ossorio y Gallardo resumió el programa del movimiento en tres puntos: catolicismo, «médula social de España»; fortalecimiento de la monarquía y del Ejército; y «protección de los obreros». Los mauristas «en líneas generales eran, además de "católicos militantes", nacionalistas españolistas, moderadamente reformistas en lo relativo a la "cuestión social", especialmente el sector dirigido por Ossorio y Gallardo, monárquicos autoritarios y antiliberales». Su propósito era conquistar a las masas porque, como dijo José Calvo Sotelo, uno de los mauristas más activos, «la Monarquía necesita ser popular para afianzarse». Por ello introdujeron «en la vida política española nuevas formas de actuación, como eran los amplios despliegues propagandísticos, los mítines y la creación de centros con carácter formativo y didáctico». De Charles Maurras y de Action Française adoptaron, especialmente el sector más autoritario encabezado por Antonio Goicoechea, su concepción de la sociedad como un organismo regido por la noción de jerarquía y gobernado por «los más aptos». Es lo que Goicoechea llamó una «democracia conservadora» o una «democracia orgánica», «eufemismo retomado por el franquismo con el que hacía referencia a un régimen autoritario y corporativista, nacionalista en lo político y favorable a la planificación y nacionalización de la economía». Un sector del maurismo, el menos entusiasta con Alfonso XIII, se aproximó al tradicionalismo y hubo apoyos mutuos entre mauristas y jaimistas en algunas elecciones.
En 1919, el mismo año en que se produjo la división del carlismo, surgen las primeras organizaciones «prefascistas» o «parafascistas» en forma de ‘’uniones cívicas’’ dispuestas a colaborar con el Estado en el mantenimiento del orden público y de los servicios esenciales en caso de huelgas o de tentativas insurreccionales obreras. Sin embargo, el primer grupo de estas características no surgió en defensa del orden «burgués» sino de la «unidad de España» amenazada supuestamente por las reclamaciones autonomistas del nacionalismo catalán. Por eso nació en Barcelona. Se trató de la Liga Patriótica Española (LPE), fundada en 1919 por Ramón Sales Amenós. Ese mismo año de 1919 surgió, también en Barcelona, el Somatén, una antigua institución catalana de origen medieval, que ahora se ponía al servicio de la defensa del orden social, de la propiedad y de los valores tradicionales (católicos) ante el peligro de la revolución. Se trataba de una organización integrada por más de ocho mil voluntarios armados (en su mayoría burgueses o personas conservadoras y católicas pertenecientes a otros sectores sociales) que se ofreció a las autoridades como fuerza auxiliar del orden público. Su éxito inicial fue tal que pronto se extendió a otras ciudades españolas (en Madrid surgió una organización similar denominada Defensa Ciudadana). Sin embargo, el Somatén desempeñó un papel secundario durante los años del «pistolerismo» y de la brutal represión dirigida por el nuevo gobernador civil de Barcelona, el general Martínez Anido. Solo dos meses después de la subida al poder de Mussolini en octubre de 1922 aparece La Camisa Negra, la primera publicación fascista española, pero de la que solo saldrá a la calle su primer número. Mayor éxito tendrá La Traza, una organización fundada en Barcelona en marzo de 1923 que pretende emular al fascismo italiano pero que, según Joan Maria Thomàs, «aunque compartía con el fascismo algunas resonancias» «en realidad no era sino una muestra genérica de regeneracionismo autoritario». La Traza, integrada en su mayoría por oficiales de la guarnición de Barcelona encabezados por el capitán Alberto Aranaz, era radicalmente anticatalanista y se definía a sí misma como «la unión patriótica de todos los ciudadanos españoles de buena voluntad».

### Dictadura de Primo de Rivera (1923-1930)
Una de las primeras decisiones que tomó el general Primo de Rivera tras haber triunfado el golpe de Estado de septiembre de 1923 que le llevó al poder fue extender el Somatén catalán al conjunto de España creando el Somatén Nacional. Al principio pareció que el dictador se proponía emular con el Somatén a las milicias del Partido Nacional Fascista italiano, aunque el proyecto lo acabó descartando. Por su parte La Traza se ofreció para desempeñar el papel del partido fascista, pero Primo de Rivera, se acabó decantando como base de apoyo popular a su régimen por las «uniones patrióticas» que estaban formando en diferentes ciudades activistas católicos encabezados por Ángel Herrera, con el apoyo decidido de la jerarquía eclesiástica. De ahí surgió la Unión Patriótica, que finalmente sería el partido único de la Dictadura.

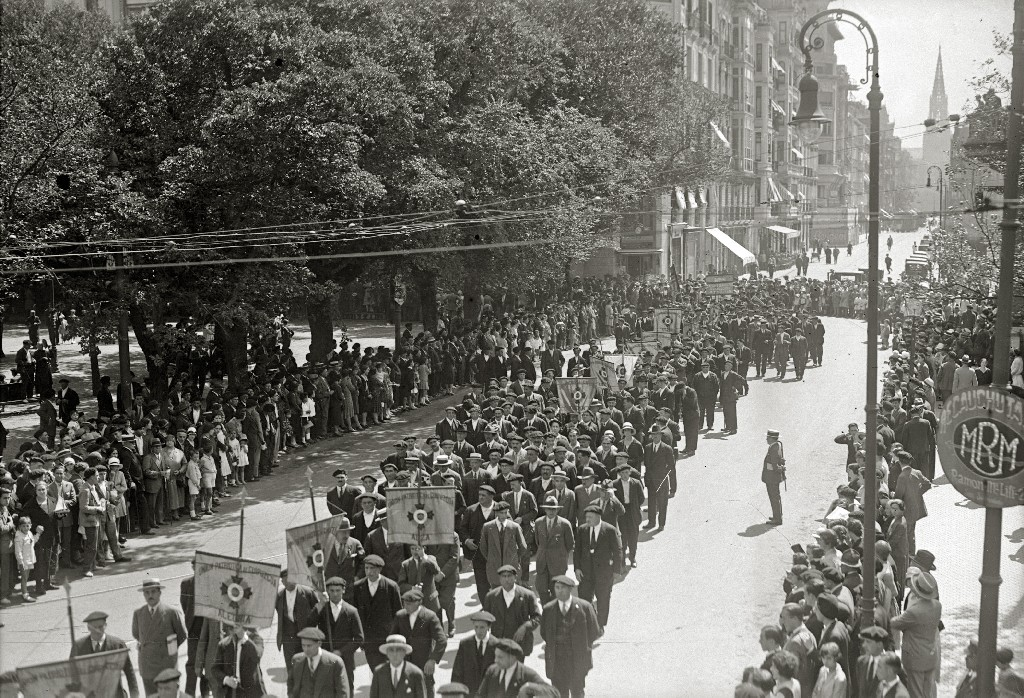
Recepción al dictador Miguel Primo de Rivera en San Sebastián con banderas de la Unión Patriótica (con el lema del partido "Religión, Patria, Monarquía").

La Unión Patriótica (UP) no fue una organización fascista, «aunque compartiese con el fascismo y otras opciones derechistas unos presupuestos antidemocráticos, conservadores, corporativos y antiseparatistas». En este sentido, José Luis Rodríguez Jiménez señala que «el partido contenía ya elementos que iban a ser fundamentales en la mayor parte de las futuras organizaciones de extrema derecha: un rechazo frontal del parlamentarismo y de los partidos políticos, la asignación a las Fuerzas Armadas de una función vigilante sobre la evolución de la vida política y social, un vago corporativismo, un nacionalismo españolista y una interpretación centralista de la administración territorial del Estado». El general Primo de Rivera, proclamado como su jefe nacional con un poder absoluto sobre ella, se refirió a UP como «un partido político... que en el fondo es apolítico en el sentido corriente de la palabra». Su finalidad sería «unir y organizar a todos los españoles de buena voluntad e ideas sanas». Su lema, a imitación del carlismo, era «Religión, Patria y Monarquía». Era un partido organizado «desde el poder y por el poder», como afirmó el antiguo maurista y ministro de la Dictadura José Calvo Sotelo, que consideraba que este tipo de partidos «nacen condenados a la infecundidad por falta de savia». De hecho la Unión Patriótica no sobreviviría a la propia Dictadura y desapareció en los meses siguientes a la dimisión de Primo de Rivera en enero de 1930. Así, la defensa del legado primorriverista corrió a cargo de la Unión Monárquica Nacional (UMN), fundada en junio de 1930 por exministros de la Dictadura, como el conde de Guadalhorce y Calvo Sotelo, y por José Antonio Primo de Rivera, uno de los hijos del Dictador —que había muerto en París mes y medio después de su abandono del poder―. En cuanto a la herencia que dejó la Unión Patriótica se ha destacado que, «aunque no sirvió para dotar de una base ideológica coherente al régimen», «la experiencia extraparlamentaria no solo sentó un precedente sino que alentó a la intelectualidad derechista a profundizar en esa línea».

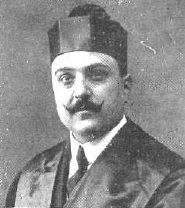
El doctor José María Albiñana, fundador y líder del Partido Nacionalista Español, en 1916.

En abril de 1930 nació el Partido Nacionalista Español (PNE) fundado por José María Albiñana, «prototipo de la extrema derecha ultranacionalista y católica que se dejó tentar por los ademanes del fascismo», aunque el PNE, según Joan Maria Thomàs, nunca fue fascista. Sin embargo, fue de los primeros grupos políticos en reivindicar el recurso a la violencia para alcanzar sus objetivos. En su manifiesto fundacional abogó por «aniquilar» a «los enemigos de la Patria», ante «la trágica perspectiva de un sovietismo ruinoso» si triunfaban los republicanos. Para ello creó una milicia, los Legionarios de España, autodefinida como «voluntariado ciudadano con intervención, directa, fulminante, expeditiva de todo acto atentatorio o depresivo para el prestigio de la Patria». Es sintomático que el órgano de expresión del PNE se llamara La Legión. A finales de 1930 adoptaron toda una simbología que se hará distintiva de las futuras organizaciones fascistas (JONS y Falange Española): «utilización de una camisa, azul, como uniforme; escudo bordado con yugo, flechas, águila bicéfala (elementos inspirados en la simbología de los Reyes Católicos) y la cruz de Santiago; saludo brazo en alto; y la creación de un himno...». Además de por su ultranacionalismo español autoritario, el PNE se distinguió por su antimasonismo y por su radical antisemitismo. Sus miembros estaban convencidos —con Albiñana al frente— de que existía una complot judaico y masónico contra España (iniciado nada menos que en 1492, «fecha en que fueron expulsados por los Reyes Católicos los hijos de Israel»), teoría de la conspiración que tendría largo recorrido durante la República y sobre todo durante la dictadura franquista —el propio Generalísimo Franco estaba convencido de su existencia—. «Tras la caída de la Monarquía el PNE se verá rápidamente desplazado como elemento de agitación por los recién creados partidos de la derecha radical y los grupos fascistas, pero es importante recordar que Albiñana apostó por la radicalización de las posiciones de derechas antes del cambio de régimen». Solo cuatro días antes de la celebración de las elecciones municipales de España de 1931, en las que la victoria de las candidaturas republicano-socialistas en las ciudades traería consigo la caída de la Monarquía de Alfonso XIII, el PNE hizo un llamamiento explícito a la guerra civil:

¿Quién puede hacer valer los derechos que tiene el plebiscito de la tradición, el mandato de Dios y la sana filosofía?
Sabemos la respuesta. Un gobierno fuerte. ¿No lo hay? Pues vayamos francamente a la guerra civil.
¿No quieren elecciones?
Pues ¡Guerra!

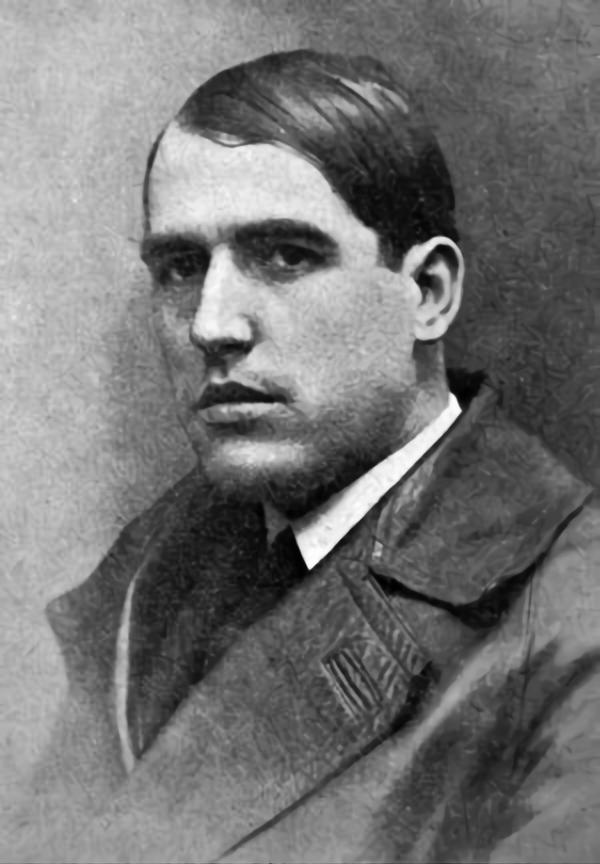
Ramiro Ledesma Ramos, fundador de La Conquista del Estado y de las JONS, el primer partido fascista español.

El período crepuscular del régimen alfonsino, marcado por las dictaduras de Primo de Rivera, Berenguer y Bautista Aznar (1923-1931), conoció la consolidación de un sector de extrema derecha militar ultraconservador de posicionamientos antiliberales y antidemocráticos dentro del Ejército de Tierra, cuyo principal vocero fue la publicación El Ejército Español, y, a partir de 1928, La Correspondencia Militar.
En marzo de 1931, pocos días antes de la caída del régimen monárquico, se fundó la publicación La Conquista del Estado, en la cual, desde un punto de vista revolucionario, se abogaba por la introducción del fascismo en España capturando a las masas obreras para su causa. Era la posición abrazada por su director, Ramiro Ledesma, influido por filósofos alemanes y por el sindicalista francés Georges Sorel, y que convergería con fuerzas de extrema derecha con un perfil más contrarrevolucionario. No en vano, ya había recibido financiación a las alturas de enero de 1931 de monárquicos vizcaínos como José María de Areilza, Careaga, José Antonio Sangróniz y José Félix de Lequerica.

### Segunda República (1931-1936)
Durante la Segunda República se produjo «una profunda renovación organizativa, doctrinal y de sus cuadros dirigentes» de la derecha monárquica (los viejos partidos del turno desaparecieron), pero acabó dividida en dos grandes tendencias. Mientras que Acción Popular (inicialmente Acción Nacional), en torno a la cual se formaría a principios de 1933 la CEDA, decidió participar en las instituciones republicanas para cambiar el nuevo régimen «desde dentro» (especialmente las leyes, incluida la Constitución, «persecutorias» de la Iglesia Católica), Renovación Española (RE) se propuso como objetivo prioritario derribar la República, recurriendo al Ejército, y restaurar la monarquía (la CEDA en esta cuestión de la forma de gobierno se definió como «accidentalista» al considerarla secundaria). Antes incluso de la fundación de RE los monárquicos ya lo intentaron pero el golpe de Estado de agosto de 1932 encabezado por el general Sanjurjo fracasó estrepitosamente, lo que «representó un duro golpe para los intereses de la extrema derecha monárquica».
En marzo de 1934 representantes de RE (autodefinido como un partido «antimarxista, antiliberal, antidemocrático y antiparlamentario»), y de la carlista Comunión Tradicionalista (ahora ya reunificada al volverse a integrar en ella los mellistas, y también decidida a acabar con la República por medios violentos), recabaron la ayuda económica y militar de la Italia fascista. Esta les sirvió a los carlistas para reorganizar y potenciar el Requeté hasta convertirlo en la milicia armada más importante del momento (en abril de 1935 ya contaba con ochenta secciones locales, buena parte de ellas situadas en Navarra).

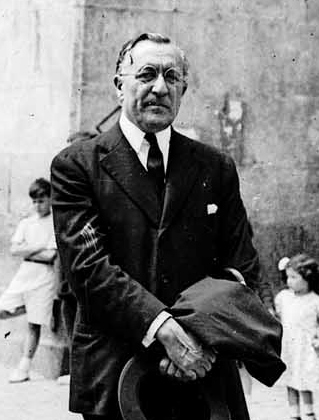
Ramiro de Maeztu, director de la revista de extrema derecha ‘’Acción Española’’, fotografiado en 1934. Maeztu impulsó en En defensa de la Hispanidad (1934) uno de los mitos fundamentales para la extrema derecha: «la Hispanidad», reimaginación del pasado imperial de tradición católica.

El rearme ideológico de la extrema derecha monárquica fue obra de Acción Española, una asociación cultural nacida en julio de 1931, que cinco meses después comenzó a publicar una revista del mismo nombre, auspiciada y dirigida más tarde por Ramiro de Maeztu («uno de los más relevantes intelectuales de la derecha radical en España», que «proponía una vuelta a los pilares básicos del nacional-catolicismo»). Su inspiración doctrinal provenía del tradicionalismo español (Juan Donoso Cortés, Marcelino Menéndez Pelayo, Juan Vázquez de Mella) y de la Action française, el fascismo italiano, el integralismo portugués y el autoritarismo alemán (Oswald Spengler y Carl Schmitt). Desde sus páginas se lanzaron andanadas contra la República y la democracia y se defendió el Estado autoritario y corporativo, además de hacer llamamientos al Ejército, destinado a «tener organizada permanentemente la contrarrevolución» y «cuyo honor y cuyo interés se cifra en la unidad y continuidad de España», según Maeztu.
Entre los colaboradores de la revista figuraron, además de Maeztu (que también formaba parte de la junta directiva de Renovación Española), los principales políticos e intelectuales de la extrema derecha tanto alfonsina como carlista (José Pemartín, Víctor Pradera, Eugenio Vegas Latapié, Eduardo Aunós, José Calvo Sotelo, Pedro Sainz Rodríguez, José María Pemán, Eugenio Montes, etc.). Tanto Maeztu como Calvo Sotelo publicaron artículos donde se identificaban con el fascismo e instaban a una alianza antirrepublicana que incluyera a tradicionalistas y falangistas. La justificación de la violencia que realizaban estos dos autores, que culminó en sus repetidas arengas al golpe militar se enmarcaba según González Calleja en la actualización de doctrinas tomistas y del iusnaturalismo cristiano más que en el mito soreliano de la violencia. Por otro lado, el hundimiento de la derecha liberal y el avance de la extrema derecha durante la Segunda República fue el contexto en el que se dio la mayor difusión del antisemitismo —con acentos apocalípticos—, resonando principalmente en las huestes carlistas y el clero y también en las filas monárquicas.
Los partidos de la derecha no republicana también se vieron influidos por el fascismo. El diario católico El Debate, órgano oficioso de Acción Popular, en un artículo publicado en octubre de 1932, en el que hacía balance de los «diez años de fascismo» en Italia, manifestó que «en visión de conjunto las alabanzas a la obra del Duce y del fascismo han de ser más abundantes y calurosas que las censuras». El líder de la CEDA José María Gil Robles visitó la Italia fascista en enero de 1933 y en septiembre asistió al Congreso del partido nazi en Núremberg. A su vuelta a España expresó opiniones favorables al Tercer Reich y en un artículo afirmó que «aparte de ciertas cosas inadmisibles» «en el fascismo hay mucho de aprovechable». Asimismo la CEDA elogió el régimen de Dollfuss en Austria, cuyo modelo violento de acceso al poder no rechazaba. Poco después en un mitin de la campaña de las elecciones de noviembre de 1933 Gil Robles afirmó: «Para mí sólo hay una táctica por hoy: formar un Estado nuevo, una nación nueva, dejar la patria depurada de masones judaizantes. […] Para realizar este ideal no vamos a detenernos en formas arcaicas. La democracia no es para nosotros un fin, sino un medio para ir a la conquista de un estado nuevo. Llegado el momento, el Parlamento o se somete o lo hacemos desaparecer». Este proceso de fascistización afectó sobre todo a la rama juvenil de la CEDA, las Juventudes de Acción Popular (JAP), aunque nunca llegó a constituir una organización propiamente fascista. Por su parte, el líder de Renovación Española Antonio Goicoechea también visitó la Alemania nazi y a su regreso hizo comentarios entusiastas hacia Hitler, con quien se había entrevistado. Como ha destacado Ismael Saz, las derechas experimentaron durante la República un proceso, aunque incompleto, de impregnación fascista.

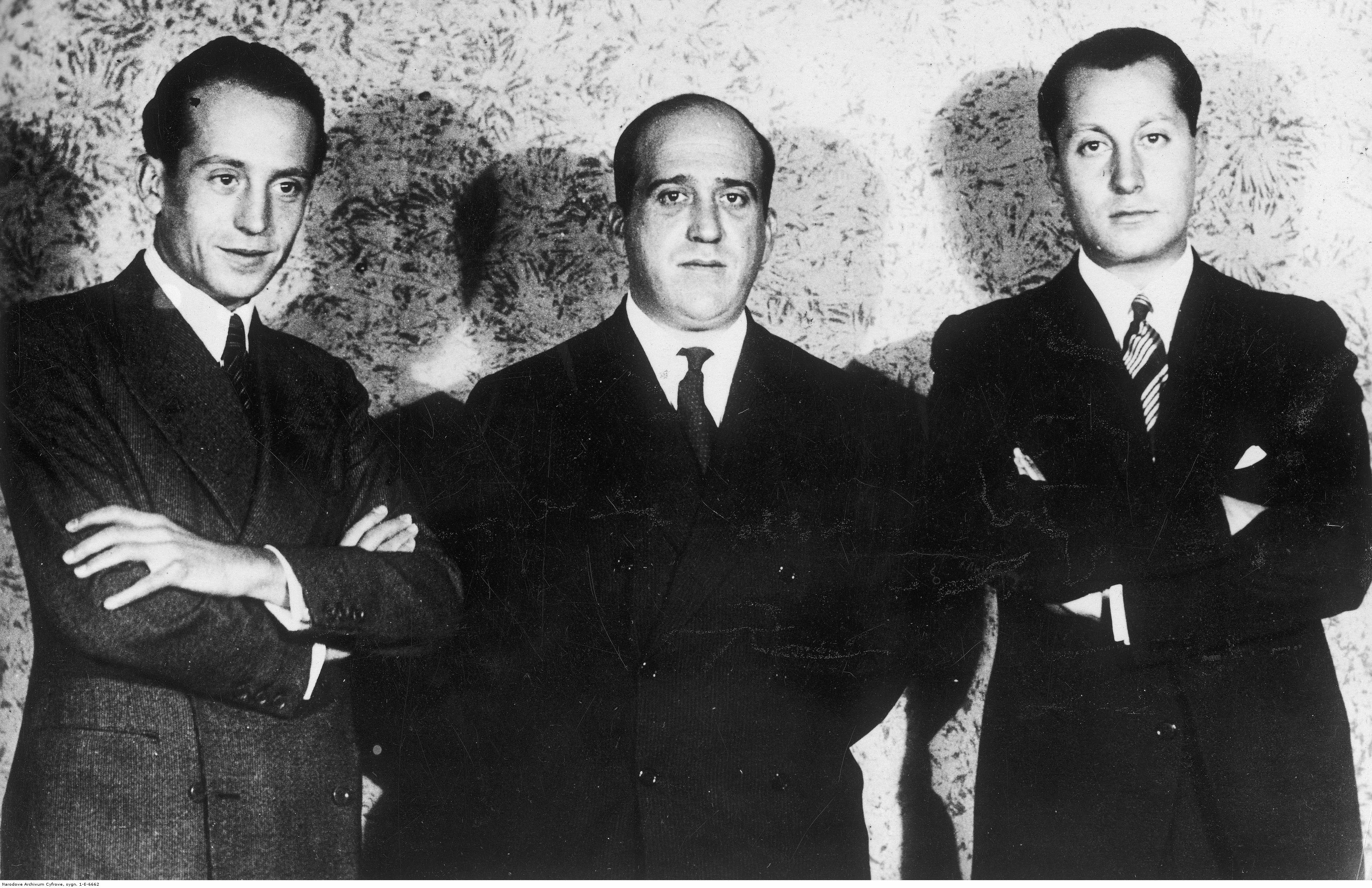
Alfonso García Valdecasas (izquierda), Julio Ruiz de Alda (centro) y José Antonio Primo de Rivera (derecha), constituyeron el triunvirato que dirigió inicialmente Falange Española.

En cuanto a los verdaderos fascistas, estos no consiguieron salir de la marginalidad hasta después de febrero de 1936, a pesar del apoyo económico que recibieron de los monárquicos alfonsinos e incluso de Mussolini. En octubre de 1931 se fundó el primer partido fascista español, las Juntas de Ofensiva Nacional Sindicalista (JONS), resultado de la fusión del grupo ‘’La Conquista del Estado’’ de Ramiro Ledesma Ramos y de las Juntas Castellanas de Actuación Hispánica de Onésimo Redondo. Pero hubo que esperar a la unión en febrero de 1934 de las JONS con la Falange Española de José Antonio Primo de Rivera, el hijo del dictador, para que naciera «la que será la principal organización representativa del fascismo en España»: Falange Española de las JONS. El nuevo partido tomó gran parte de la simbología y del léxico jonsista, que posteriormente retomaría el franquismo (los gritos de «Arriba España» y de «España una, grande y libre» y la consigna «Por la Patria, el Pan y la Justicia». Por otro lado Falange contó desde sus comienzos con elementos de extracción castrense en su estructura; militares retirados voluntariamente como Emilio Rodríguez Tarduchy, Luis Arredondo, Ricardo Rada o Román Ayza, algunos de ellos miembros de la Unión Militar Española, conspiradores antirrepublicanos más próximos a la extrema derecha monárquica que al fascismo. Otro militar, Juan Antonio Ansaldo, sería el encargado de organizar las milicias del partido: la «Falange de la Sangre» o «Primera Línea».
En el mitin de presentación del partido, celebrado el 4 de marzo de 1934 en Valladolid, Primo de Rivera mostró sus convicciones antidemocráticas e hizo gala de un insolente antiparlamentarismo: «los hombres se dividen en bandos, hacen propaganda, se insultan, se agitan y, al fin, un domingo colocan una caja de cristal sobre una mesa y empiezan a echar pedacitos de papel en los cuales se dice si Dios existe o no existe y si la Patria se debe o no se debe suicidar»). En los «Veintisiete puntos», programa oficial del partido, se proponía la creación de un «Estado Nacionalsindicalista», definido como un «instrumento totalitario al servicio de la integridad de la patria» y organizado de forma corporativa («Todos los españoles participarán en él a través de su función familiar, municipal y sindical. Nadie participará a través de los partidos políticos. Se abolirá implacablemente el sistema de los partidos políticos, con todas sus consecuencias; sufragio inorgánico, representación de bandos en lucha y Parlamento del tipo conocido»). Según Eduardo González Calleja, la forma predominante del fascismo español en el período de entreguerras se caracterizó por un «ethos tradicionalista» y un carácter «contrarrevolucionario».

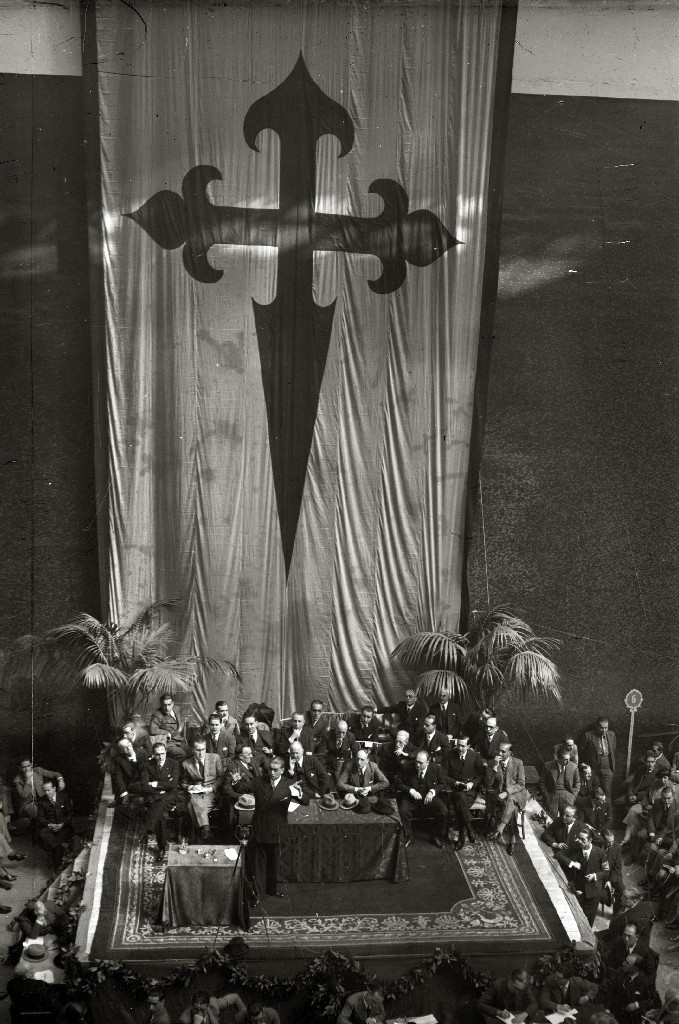
José Calvo Sotelo en un mitin en el frontón Urumea de San Sebastián (1935).

La fracasada Revolución de Octubre de 1934 ―y la represión que le siguió― fue vista por la derecha radical antirrepublicana como una oportunidad para poner fin a la «amenaza revolucionaria» de una vez por todas, pero la CEDA rechazó esa opción y continuó con la vía legalista (precisamente la entrada en el gobierno de tres de sus miembros había sido el detonante de la revolución; en mayo de 1935 ya eran cinco, con el propio Gil Robles al frente del Ministerio de la Guerra). Por su parte la derecha monárquica alfonsina redobló sus esfuerzos para derribar la República y dio nacimiento en diciembre de 1934 al Bloque Nacional, liderado por José Calvo Sotelo, exministro de la Dictadura de Primo de Rivera, antiguo maurista y colaborador de Acción Española. Su objetivo era crear un frente «nacional» que incluyera no solo a Renovación Española (que había sido incapaz de ganarle terreno a la CEDA) sino a todas las fuerzas antirrepublicanas (en el manifiesto que hizo público no solo se proponía aniquilar a la izquierda sino acabar con el «existente Estado constitucional» para sustituirlo por un «Estado nuevo», «de bases corporativas y autoritarias», se especificó más adelante). Un sector de la Comunión Tradicionalista se sumó al proyecto (el principal ideólogo del carlismo, Víctor Pradera, formó parte de su comité ejecutivo), pero los fascistas de Falange rechazaron integrarse en el Bloque, lo que provocó la ruptura definitiva con los monárquicos. Esto tuvo graves consecuencias para el partido pues perdió su ayuda económica y solo el dinero aportado finalmente por la Italia fascista fue el que le salvó de la desaparición.
El triunfo del Frente Popular en las elecciones de febrero de 1936 supuso el fracaso de la «vía legalista» propugnada por la CEDA por lo que los sectores conservadores no republicanos pasaron a apoyar la «vía insurreccional» encabezada por Calvo Sotelo ―«la hora de Gil Robles había pasado», ha subrayado José Luis Rodríguez Jiménez―. Así, las fuerzas derechistas antirrepublicanas, ahora también la CEDA, se volcaron en alentar, justificar y apoyar económicamente la conspiración golpista de una parte del Ejército, bajo las directrices del general Mola. Al mismo tiempo Falange ―aunque fue ilegalizada por el gobierno del Frente Popular y sus principales dirigentes detenidos, incluido José Antonio Primo de Rivera― experimentó un gran crecimiento gracias a que muchos jóvenes derechistas se integraron en sus filas, la mayoría de ellos procedentes de las JAP, decepcionados con las posiciones «accidentalistas» y convencidos de que era la mejor opción para hacer frente a los «marxistas», como había sucedido en Italia y en Alemania. Las milicias de Falange, como las del carlista Requeté ―que también había experimentado un crecimiento importante― se acabaron sumando al golpe de Estado de julio de 1936 tras acordar las condiciones con el general Mola ―José Antonio Primo de Rivera aceptó el 29 de junio; la Junta Suprema Militar Carlista tardó más: fue el 15 de julio, dos días después del asesinato de Calvo Sotelo―.
En los meses anteriores las milicias falangistas ―y también los requetés― habían protagonizado altercados y perpetrado atentados contra grupos y personalidades de la izquierda ―el de mayor impacto fue el intento de asesinato del diputado socialista y “padre” de la Constitución Luis Jiménez de Asúa el 12 de marzo, a raíz del cual fueron detenidos los dirigentes falangistas― intentando crear un clima de «guerra civil» ―al que también contribuyeron notablemente las milicias socialistas y comunistas muy radicalizadas y que contaron con la pasividad del gobierno― que «justificara» el golpe que se estaba preparando. Las incendiarias intervenciones en las Cortes de José María Gil Robles y de José Calvo Sotelo también contribuyeron a ello. En la sesión del 16 de junio este último, que como Gil Robles estaba al tanto de la conspiración golpista, hizo un llamamiento a la intervención del Ejército «a favor de España y en contra de la anarquía» y se declaró «fascista» («Esta es la raíz de la revolución fascista: la reacción de las clases medias que no se resignan a ser proletarizadas como lo están todos los habitantes de Rusia», dijo Calvo Sotelo).
El golpe auspiciado por la derecha radical pero no organizado por ella sino por una parte del Ejército se inició en el Protectorado español de Marruecos en la tarde del viernes 17 de julio y su fracaso relativo en los tres días siguientes provocó la guerra civil. La victoria final fue para «una coalición de la derecha antirrepublicana en la que las formaciones de extrema derecha estaban ampliamente representadas. Sin embargo, lo que vino después no fue propiamente ni la restauración de la monarquía ni una instauración siguiendo la vía neotradicionalista, ni tampoco el fascismo, sino la dictadura franquista».

### Guerra Civil (1936-1939)
En la zona sublevada la Junta de Defensa Nacional, el organismo integrado por los generales sublevados que inicialmente había asumido «todos los poderes del Estado», prohibió mediante un decreto con fecha de 25 de septiembre cualquier actividad política y sindical de las fuerzas que apoyaban el «Alzamiento Nacional» (las que defendían a la República ya habían sido declaradas fuera de la ley) invocando la necesidad de «mantener la unión fervorosa de todos los ciudadanos mientras el Ejército asuma los Poderes del Estado, aniquilando si preciso fuera, todo brote de actividades o de parcialidades políticas o sindicales de partido, aun descontando los más elevados móviles en las referidas actuaciones». Sin embargo, tanto Falange como la Comunión Tradicionalista, cuyas milicias estaban teniendo un papel muy destacado en el frente y en la represión en la retaguardia, continuaron con sus actividades propagandísticas ante la perspectiva de que pronto se acabaría la guerra (se consideraba inminente la caída de Madrid). También se produjeron incidentes entre ellos pero «lo cierto es que durante los primeros meses de la guerra carlistas y falangistas dispusieron de una autonomía de la que no volverían a disfrutar ya nunca más». No hay que olvidar que «falangistas y carlistas constituían las masas que apoyaban la sublevación».
El nombramiento del general Franco como Generalísimo y como Jefe del Estado no fue recibido con gran entusiasmo ni por carlistas ni por falangistas. No así por los monárquicos alfonsinos, con ‘’Acción Española’’ al frente, que «creyeron ver en él una garantía para la restauración de la monarquía al término de la guerra»; de hecho pasaron a ocupar diversos puestos en la Junta Técnica del Estado nombrada por Franco el mismo día 1 de octubre de 1936 en que asumió todo el poder militar y civil de la zona sublevada.

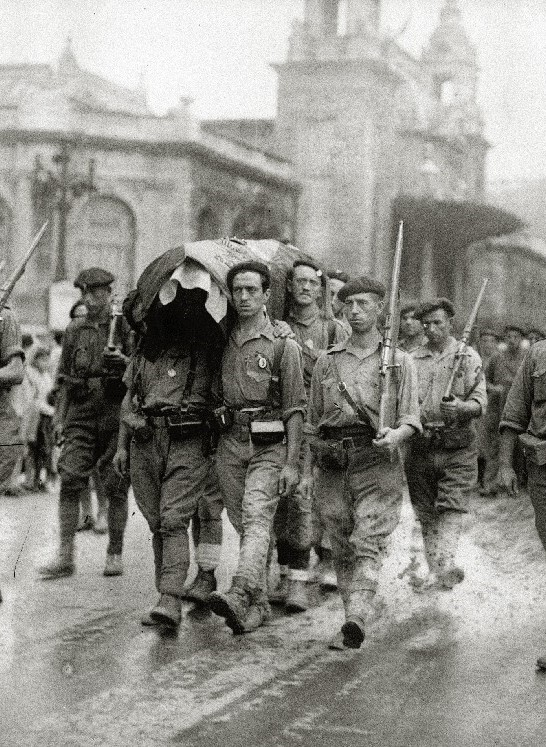
Requetés en un procesión fúnebre en San Sebastián (septiembre de 1936).

Falange Española de las JONS se convirtió en la zona sublevada en un partido de masas. Como José Antonio Primo de Rivera seguía en la cárcel de Alicante en zona republicana, el 2 de septiembre de 1936 se formó la Junta de Mando Provisional presidida por Manuel Hedilla. Las milicias falangistas combatieron en el frente (en octubre de 1936 se calcula que eran unos 36 000, algo más de la mitad de los voluntarios que se habían sumado a la sublevación), y los falangistas también participaron muy activamente en la represión en la retaguardia ―la identificación de Falange como la principal fuerza represiva en la zona sublevada provocó que Manuel Hedilla dictara una circular en la que decía: «Es menester evitar que sobre la Falange se eche una fama sangrienta, que puede perjudicarnos para el porvenir»―. Pero también desarrollaron un activo papel en labores sociales (Auxilio Social) y de propaganda. El 20 de noviembre de 1936 José Antonio Primo de Rivera fue ejecutado en Alicante después de haber sido juzgado y condenado por apoyo a la sublevación contra la República. El impacto de su muerte fue tan grande que se acordó no difundirla en la zona sublevada, hasta el punto que la falta de noticias propició que se hablara de "El Ausente".
Por su parte los carlistas, cuyos requetés habían experimentado un crecimiento sin precedentes desde el inicio de la guerra (a mediados de agosto ya superaban los 50 000), habían formado el 1 de septiembre una Junta Nacional presidida por Manuel Fal Conde, pero su decisión hecha pública a mediados de diciembre de 1936 de crear la Real Academia de Requetés para dotar de nuevos oficiales a la milicia carlista le enfrentó al Generalísimo Franco quien comunicó a Fal Conde que debía salir de España «si no quería comparecer ante un Consejo de Guerra» (mientras que a don Javier, que había sucedido a su tío don Alfonso Carlos de Borbón, fallecido el 28 de septiembre, no se le permitió la entrada en España). Fal Conde se marchó a Lisboa y la Junta Nacional se disolvió. La sustituyó un Consejo de la Tradición, creado en marzo de 1937 bajo la presidencia de José Martínez Berasain, que enseguida mostró su adhesión a Franco. Dos meses antes el Partido Nacionalista Español había anunciado que se integraba en la Comunión Tradicionalista. Lo mismo hicieron a título personal miembros de la CEDA y de Renovación Española. Este último partido anunció el 8 de marzo de 1937 que se disolvía en aras de crear «un solo partido, o mejor, un frente patriótico» y lanzó un llamamiento a la CEDA para que hiciera lo mismo, en «defensa de los supremos intereses nacionales».

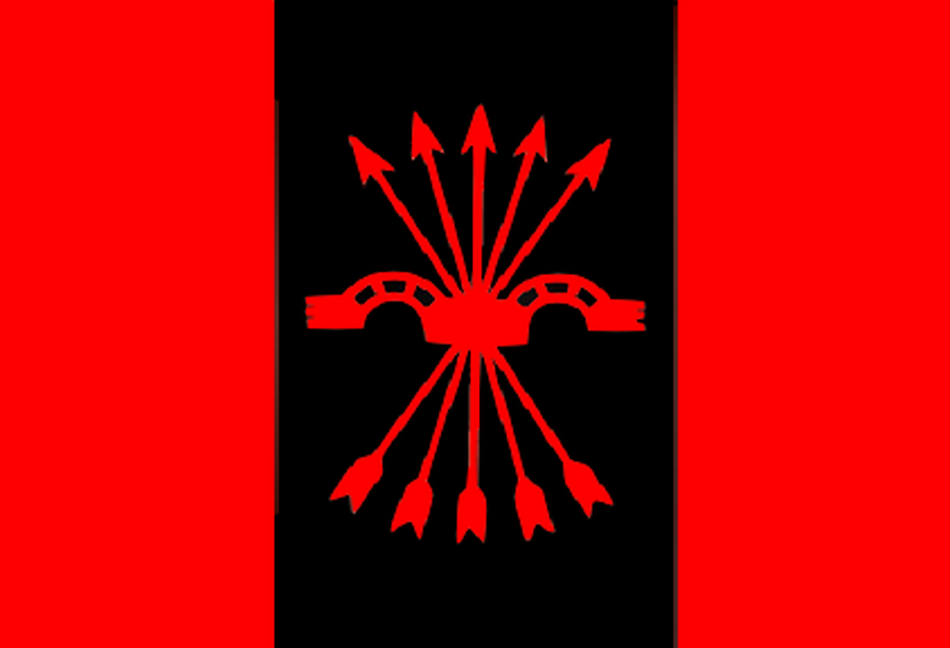
Bandera de Falange Española de las JONS.

Ante los rumores de que desde el Cuartel del Generalísimo se iba a proceder a la unificación de todas las fuerzas políticas que apoyaban la sublevación, la Junta de Mando Provisional de FE de las JONS inició contactos con los dirigentes de la Comunión Tradicionalista para llevar a cabo una unión voluntaria de ambas formaciones, pero no llegaron a ningún acuerdo porque los carlistas se negaron a que se realizara mediante la absorción de la Comunión por Falange, como pretendían los falangistas, y por el poco interés que mostraban estos en la restauración de la monarquía, punto esencial para los carlistas. A principios de abril de 1937 se produjo una grave crisis interna en Falange por la pretensión de la mayoría de los miembros de la Junta de Mando Provisional de destituir a Hedilla, al que calificaban de «franquista» por los contactos que había mantenido con el Generalísimo Franco para intentar que el nuevo partido unificado que se proyectaba fuera hecho a imagen y semejanza de Falange. El 15 de abril Hedilla convocó la reunión del Consejo Nacional de FE de las JONS para el 25 de abril en Burgos con la intención de disolver la Junta y ser elegido jefe nacional (hasta la vuelta de José Antonio, «el indiscutible jefe nacional»: se seguía manteniendo la ficción de que estaba vivo), pero los vocales de la Junta contrarios a Hedilla crearon al día siguiente el «Triunvirato Nacional de Falange Española de las JONS» formado por Agustín Aznar, Sancho Dávila y José Moreno, con Rafael Garcerán como secretario general, y destituyeron a Hedilla por su «traición final a la Junta de Mando». Hedilla reaccionó y ordenó el arresto de los miembros del triunvirato, en lo que contó con el apoyo del Generalísimo Franco. Cuando las milicias fieles a Hedilla fueron a detener a Dávila en la pensión de Salamanca donde se alojaba hubo un tiroteo, en el que resultaron muertos dos falangistas, uno por cada bando. Garcerán también se defendió disparando desde el balcón de su domicilio. Dávila y Garcerán fueron detenidos.

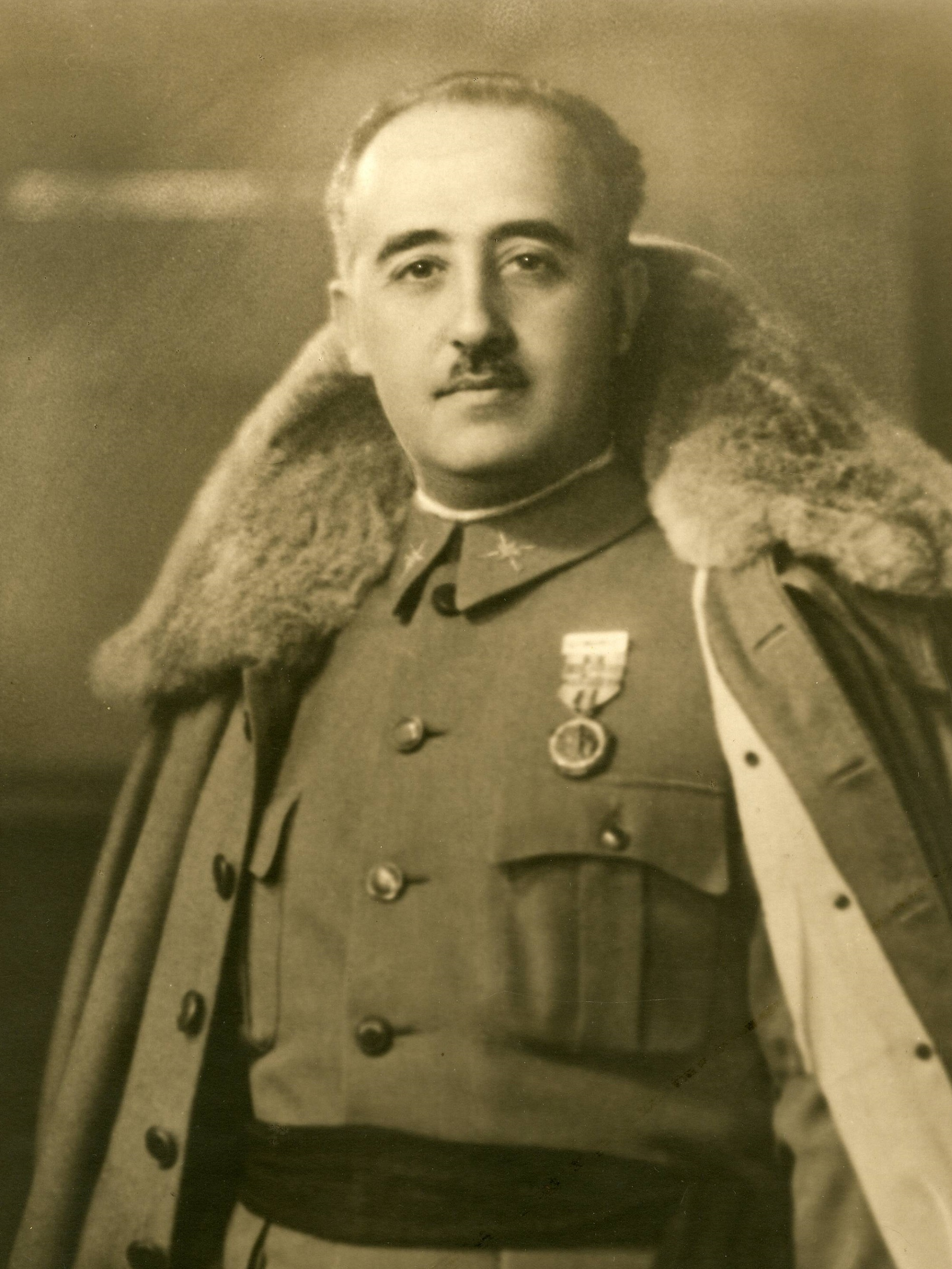
Retrato oficial del general Franco.

El 18 de abril, tras los «sucesos de Salamanca» del día anterior, se reunió el Consejo Nacional que eligió a Hedilla jefe nacional de Falange Española de las JONS. Pero esa misma noche el general Franco anunció por la radio la unificación de Falange y la Comunión Tradicionalista que quedarían integradas en un nuevo partido llamado Falange Española Tradicionalista y de las JONS (FET y de las JONS), sin que ni tradicionalistas ni falangistas hubieran podido negociar el contenido del Decreto de Unificación que se hizo público al día siguiente.«Fue un acto unilateral de Franco». El resto de partidos que habían apoyado el Alzamiento Nacional también quedaban disueltos. La estructura de FET y de las JONS sería prácticamente la misma que la de Falange Española de las JONS, con el propio Franco al frente, junto a un Secretariado o Junta Política y el Consejo Nacional. Asimismo el nuevo partido único adoptaba los «veintiséis puntos» de Falange como programa (se había eliminado el punto veintisiete porque en él se decía que Falange nunca pactaría con otras fuerzas políticas). Sin embargo, como ha destacado Joan Maria Thomàs, «aunque el nuevo partido se llamara también Falange» se había creado «una entidad de nuevo cuño», y «tanto Falange como la Comunión habían sido borradas del mapa de un plumazo».
El 22 de abril se publicaba un nuevo decreto en el que Franco como Jefe Nacional nombraba a los miembros del Secretariado o Junta Política del nuevo partido. En el primer lugar de la lista figuraba Manuel Hedilla, pero este, sometido a una gran presión por los partidarios del triunvirato derrotado ―y por Pilar Primo de Rivera, hermana de José Antonio― que le acusaron «haber vendido la Falange a Franco» y de ser un «traidor», renunció al cargo. La reacción del Generalísimo fue fulminante. Hedilla fue detenido junto con otros veintiocho falangistas y sometido a dos consejos de guerra. En el segundo celebrado el 5 de junio fue condenado a muerte, junto con otros tres «camaradas», aunque finalmente Franco les conmutó la pena capital por la cadena perpetua. Nació así el «Mito Hedilla», «que con el tiempo le fue presentando —y él también se fue presentando— como el líder falangista maltratado por el franquismo, por oponerse ni más ni menos que a la unificación, cuando él había tratado de ella con Franco».
Los mayoría de los cargos del nuevo partido y de sus delegaciones o Servicios Nacionales (Sección Femenina, Auxilio Social, Prensa y Propaganda, etc.) fueron ocupados por camisas viejas falangistas, en detrimento de los carlistas (los falangistas también tenían la mayoría en el Consejo Nacional y en la Junta Política). Franco delegó la dirección de facto del partido en su cuñado Ramón Serrano Suñer, quien a su vez estableció una alianza con los falangistas legitimistas (grupo formado por parientes y jerarcas próximos a José Antonio Primo de Rivera), quienes aceptaron la nueva jefatura de Franco ―«únicamente responsable ante Dios y ante la Historia», según los estatutos del partido aprobados en agosto de 1937―, mientras FET y de las JONS se iba construyendo según el modelo de la antigua Falange. El poder de Serrano Suñer se vio reforzado tras ser nombrado en enero de 1938 ministro de la Gobernación en el primer gobierno de Francisco Franco, en el que sin embargo solo había dos ministros falangistas.

### Dictadura franquista (1939-1975)

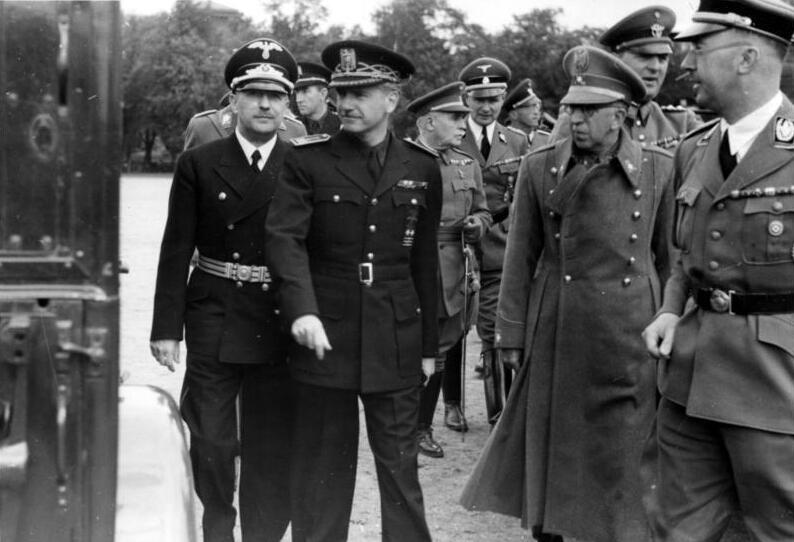
Visita a Berlín del cuñadísimo Ramón Serrano Suñer, acompañado del general Antonio Sagardía, siendo recibido por Himmler (septiembre de 1940). Al mes siguiente Serrano Suñer sería nombrado por Franco ministro de Asuntos Exteriores.

Los falangistas se propusieron la fascistización del Nuevo Estado —y de la sociedad—, aunque el Fuero del Trabajo, aprobado en plena guerra civil y cuyo modelo era la Carta del Lavoro de la Italia fascista, recogió en parte las posiciones católicas y tradicionales. El que lideró el proceso de fascistización fue Serrano Suñer, aunque nunca había militado en Falange. Franco creó un cargo específico para él, el de presidente de la Junta Política, lo que le convertía en el número dos del partido después del Caudillo. Además Serrano Suñer estaba al frente de la Delegación Nacional de Prensa y Propaganda.
Uno de los primeros logros del proceso de fascistización fue conseguir que los sindicatos verticales no dependieran del gobierno sino del partido y al frente de la recién creada Delegación Nacional de Sindicatos se nombró al camisa vieja Gerardo Salvador Merino. Otros de los ámbitos en que avanzó la fascistización fue en lo relacionado con las mujeres, mediante la potenciación de la Sección Femenina (SF), a cuyo frente estaba Pilar Primo de Rivera, y en el de la juventud con la creación del Frente de Juventudes. Además el propio Generalísimo Franco había asumido el lenguaje fascista y se planteó la entrada en la Segunda Guerra Mundial del lado de Hitler y de Mussolini (Serrano Suñer asumió también la cartera de Asuntos Exteriores). Así, la dictadura franquista, de manera análoga a la de otros regímenes fascistizados del siglo xx en Europa, incorporó a su liturgia los ritos de sacralización del liderazgo carismático y de la nación y del Estado característicos del imaginario fascista.

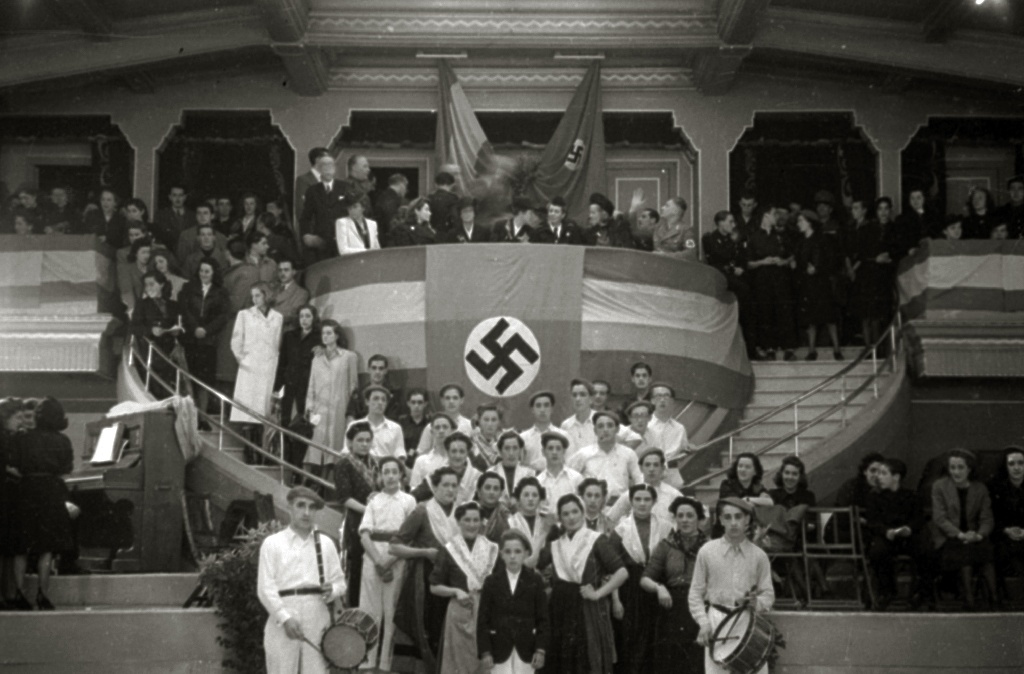
Acto de FET y de las JONS celebrado en 1941

Pero cuando Serrano reclamó en mayo de 1941 el poder total para Falange, Franco le arrebató el control del ministerio de la Gobernación y nombró a José Luis Arrese, un camisa vieja fiel a su persona, ministro-secretario general del Movimiento, quien además pasó a controlar la competencia de Prensa y Propaganda. Así se cerró la que sería conocida como «crisis de mayo de 1941». Poco después sería destituido Salvador Merino como Delegado Nacional de Sindicatos. La caída definitiva de Serrano Suñer se produjo a principios de septiembre de 1942 como consecuencia de la «crisis de agosto de 1942», desencadenada por el atentado de Begoña. Franco dejó vacante el cargo de presidente de la Junta Política, reforzando así su control sobre FET y de las JONS. Tras haberse deshecho de Serrano, Franco se apoyó en Arrese, quien enseguida había comprendido que si Falange quería seguir siendo uno de los pilares del régimen debía estar completamente identificada con el Caudillo y abandonar sus pretensiones hegemónicas.
El cambio de signo en la Segunda Guerra Mundial a favor de los aliados llevó a Franco a paralizar el proceso de fascistización y cuando se produjo la derrota definitiva del Eje en mayo de 1945 a dar marcha atrás. La dictadura franquista intentó entonces presentarse ante los aliados como un «régimen católico» que nada había tenido que ver con el «totalitarismo» y se comenzó a difundir el recurso propagandístico de la «democracia orgánica», «una fórmula con la que se intentaba encubrir la dictadura franquista». Asimismo la propaganda enfatizaba el carácter anticomunista del régimen y su contribución a la defensa de la «civilización cristiana». Todo ello con el objetivo de «hacer olvidar las veleidades totalitarias de los primeros años del franquismo». A partir de entonces predominó el nacionalcatolicismo, que según Ismael Saz, constituyó junto con el fascismo proveniente de Falange Española de las JONS, una de las dos culturas políticas que confluyeron en el franquismo. Sin embargo, Franco se negó a atender lo que más le requerían los aliados: suprimir el partido único FET y de las JONS, «la institución más fascista del régimen», aunque su presencia pública disminuyó ostensiblemente (por ejemplo, se suprimió el «saludo nacional» brazo en alto).

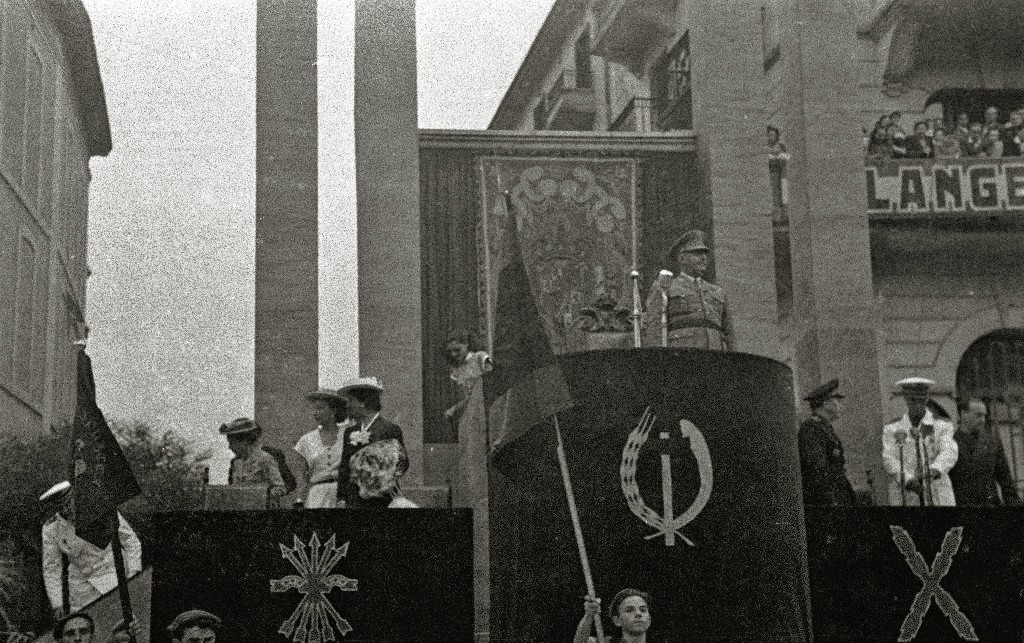
Visita de Franco a Tolosa en 1948

Algunos de los falangistas «disidentes» —o «intransigentes», según los servicios de información del partido—, que se consideraban a sí mismos como los representantes de la «Falange Auténtica», formaron minúsculos grupos clandestinos dispuestos a realizar la «revolución pendiente» (nacionalsindicalista). La mayoría de ellos eran camisas viejas, excombatientes de la División Azul o miembros del Frente de Juventudes. Ya durante la guerra civil, y tras el encarcelamiento de Manuel Hedilla, habían aparecido de forma intermitente panfletos y pasquines que reivindicaban una «Falange Española Auténtica» y a finales de 1939 se había formado en Madrid una autodenominada y clandestina Junta Política de Falange, impulsada por Patricio González de Canales, inspector general de FET y de las JONS, que entró en contacto con el general falangista Juan Yagüe, quien sería destituido por Franco de su cargo de ministro del Aire por reclamar un mayor protagonismo del partido y una alianza más estrecha con la Alemania nazi. Por su parte Eduardo Ezquer fundó en Gerona el grupo Ofensiva de Recobro Nacional Sindicalista (ORNS), que fue desarticulado por la policía en noviembre de 1942 aunque no completamente. Por otro lado, en el ámbito carlista también surgieron varios pequeños grupos de «intransigentes» en defensa del ideario tradicionalista.
Superado el aislamiento internacional del franquismo como consecuencia de la Guerra Fría (aunque el régimen no sería admitido en la ONU hasta 1955), el general Franco se apresuró a devolver al partido único su papel en el régimen. Así fue como «FET y de las JONS continuó su andadura», aunque «cada vez más burocratizado». La inmensa mayoría de sus miembros habían aceptado completamente la subordinación del partido a Franco. Solo una exigua minoría seguía pretendiendo la «falangistación del Estado» y hablaba de la «revolución [nacionalsindicalista] pendiente», como las autodenominadas Juntas de Actuación Nacional Sindicalista o ciertas agrupaciones jonsistas. Por otro lado jóvenes falangistas protagonizaron algaradas callejeras, enfrentamientos con monárquicos, liberales e izquierdistas en la Universidad y diversos actos de protesta mostrando su disconformidad con la evolución del régimen.

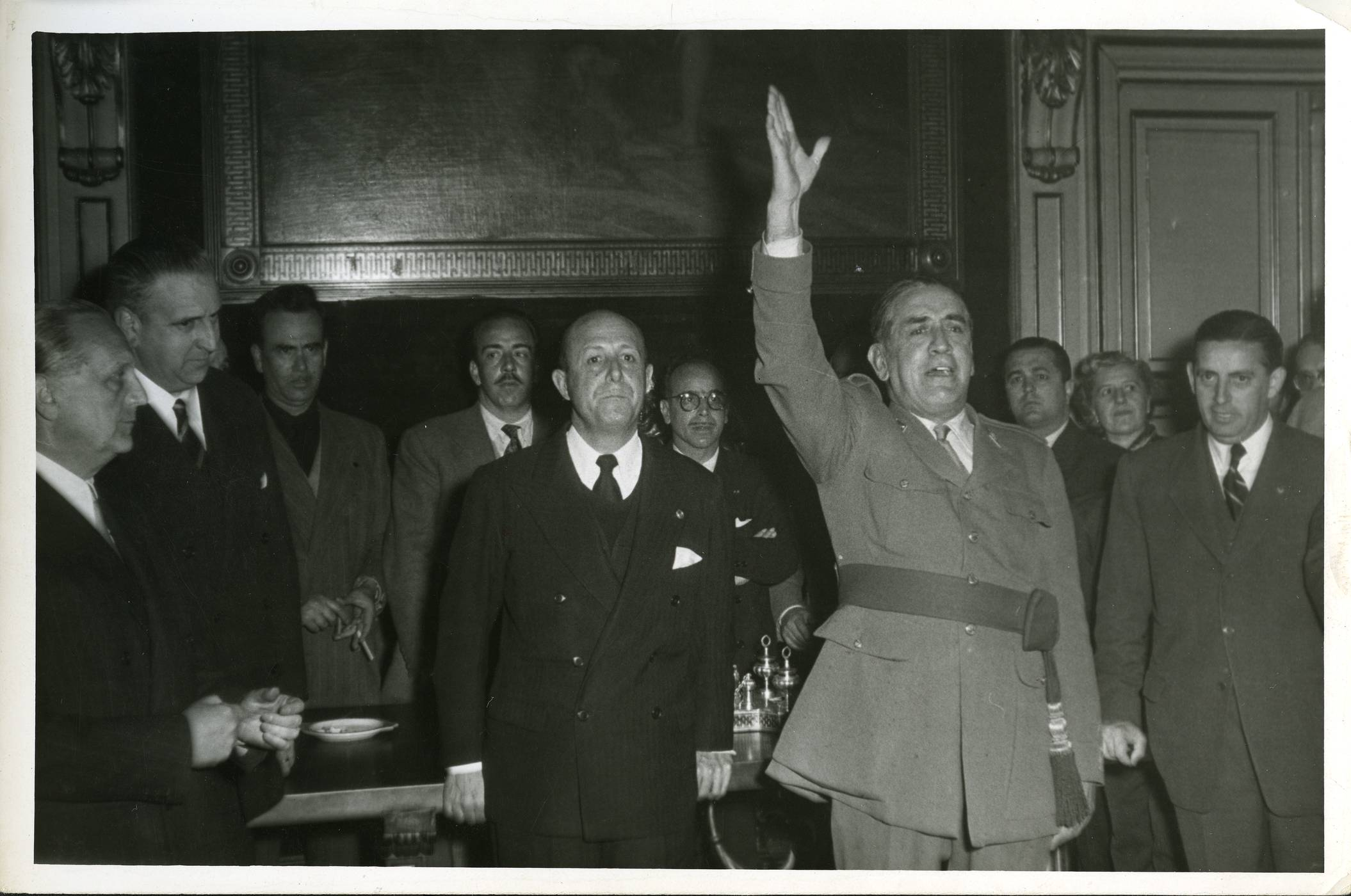
Acto en 1954 de excombatientes de la División Azul en el Ayuntamiento de Madrid con la presencia del alcalde, el conde de Mayalde.

El último intento de devolver al partido el predominio en el entramado institucional franquista ―la «refalangización del régimen»― lo protagonizó en 1956-1957 José Luis Arrese, ministro-secretario general del Movimiento. En los tres anteproyectos de ley que presentó Arrese se le concedía un enorme poder al Consejo Nacional del Movimiento lo que suscitó la oposición del resto de las «familias del franquismo» (monárquicos, católicos y tradicionalistas) y Franco lo acabó destituyendo. La Ley de Principios del Movimiento Nacional que se aprobó en 1958 ya no fue una iniciativa falangista sino de un nuevo sector católico: los «tecnócratas» vinculados al Opus Dei que estaban siendo aupados al poder por el almirante Carrero Blanco, subsecretario de la Presidencia con rango de ministro, quien desde la caída de Serrano Suñer era el principal consejero del Caudillo. También fue obra suya la Ley Orgánica del Estado de 1967, la última de las Leyes Fundamentales del franquismo, aprobada previamente en referéndum.
Frente al acenso de los «tecnócratas» de la mano de Carrero Blanco, un sector falangista encabezado por la «vieja guardia» se propuso volver a los principios originarios abogando por la «revolución pendiente» y en 1959 nacían los llamados Círculos Doctrinales José Antonio, mientras que otro sector encabezado por José Solís Ruiz, nuevo ministro-secretario del Movimiento, se planteó revitalizar el Movimiento abriéndolo a la participación popular mediante la creación de «asociaciones políticas» dentro del mismo. Pero este proyecto fracasó por la oposición del propio Franco. En octubre de 1969 los «tecnócratas» se impusieron cuando Carrero Blanco formó un gobierno llamado «monocolor» por estar integrado casi exclusivamente por ellos. Uno de sus integrantes fue Gonzalo Fernández de la Mora, principal ideólogo de los «tecnócratas» inmovilistas. Al año siguiente se dejó de utilizar la denominación FET y de las JONS para referirse al Movimiento Nacional. En junio de 1973 Carrero Blanco fue nombrado por Franco presidente del Gobierno, por lo que por primera vez en la historia de la dictadura el Caudillo no aunaba ese cargo con el de Jefe del Estado, pero Carrero fue asesinado por ETA seis meses después. Fue sustituido por Carlos Arias Navarro, el último presidente de la dictadura franquista y el primero de la monarquía de Juan Carlos I. El 1 de abril de 1977, dos meses y medio antes de la celebración de las las primeras elecciones democráticas desde 1936, el gobierno de Adolfo Suárez (que en julio de 1976 había sustituido a Arias Navarro) promulgaba un decreto por el que se suprimía el Movimiento Nacional, mientras que las organizaciones dependientes de él se integraban en diversos ministerios.
En lo que respecta al carlismo, a lo largo de década de 1960 se fueron configurando dos sectores: uno «evolucionado» encabezado por el hijo mayor de don Javier, Carlos Hugo de Borbón-Parma; y otro apegado al tradicionalismo integrista, encabezado por Sixto Enrique de Borbón, segundo hijo varón de don Javier. La escisión se consumó al principio de la década siguiente, tomando don Javier partido por Carlos Hugo en quien acabó abdicando todos sus «derechos». Este había fundado en 1970 el Partido Carlista, que abogaba por una «monarquía socialista, democrática y popular», y se sumó a la oposición antifranquista («el carlismo venció militarmente el 18 de julio, hoy día nos consideramos en el campo de los vencidos», se decía en marzo de 1971 en un publicación que lo apoyaba). Por su parte, Sixto de Borbón se presentaba como el defensor de la pureza ideológica del carlismo acentuando sus posiciones integristas. Sus partidarios serían los protagonistas de los sangrientos sucesos de Montejurra de mayo de 1976, que sellaron la división del carlismo (muchos seguidores de Sixto acabarían integrándose en Fuerza Nueva).

#### Tardofranquismo (1969-1975)
Durante la etapa final del franquismo aparecieron diversas organizaciones falangistas que se presentaban como «auténticas» frente a la «Falange de Franco». Todas ellas proclamaban ser las continuadoras del pensamiento «verdadero» de José Antonio Primo de Rivera, «tergiversado» por el régimen franquista y por los francofalangistas, y ponían el acento en el «anticapitalismo» de la doctrina falangista-fascista. Fueron grupos como el Frente Nacional de Trabajadores del veterano falangista Narciso Perales, que tras el conflicto surgido con su rama juvenil (el Frente de Estudiantes Sindicalistas) se convirtió en el Frente Sindicalista Revolucionario (FSR). Este en 1966 consiguió atraer a sus filas a Manuel Hedilla, que asumió la presidencia, aunque el que había sido el segundo jefe nacional de Falange Española de las JONS se acabó desligando del FSR por considerarlo demasiado «izquierdista» y fundó en 1968 el más «profranquista» Frente Nacional de Alianza Libre (tras la muerte de Hedilla en febrero de 1970 la presidencia la asumió Patricio González de Canales). Estos grupos fueron tolerados por el régimen pero estuvieron estrechamente vigilados, especialmente por la Guardia de Franco convertida cada vez más en una fuerza parapolicial al servicio del Ministerio de la Gobernación.
Por su parte los Círculos Doctrinales José Antonio, desde 1966 bajo el liderazgo de Diego Márquez Horrillo, se plantearon la posibilidad de refundar Falange Española de las JONS y para ello se fueron distanciando del Movimiento Nacional. Se llegaron a crear unas Juntas Promotoras de FE de las JONS pero consiguieron muy pocos apoyos. Por otro lado, en este contexto de reactivación del falangismo «auténtico», surgió en Barcelona en septiembre de 1966 el neonazi Círculo Español de los Amigos de Europa (CEDADE). Fue apoyado por algunos jerarcas del régimen como el teniente general Tomás García Rebull, antiguo divisionario. Pero CEDADE sufrió un duro golpe, que lo abocaría a la práctica desaparición, cuando el gobierno franquista de Carlos Arias Navarro, ante la presión que recibió de diversos medios de prensa, acabó prohibiendo en abril de 1974 el Congreso de las neonazis Juventudes Nacional Europeas que se iba a celebrar en Barcelona.

Logo del grupo neofranquista Fuerza Nueva, que como parte integrante del «búnker» se opuso radicalmente a cualquier intento de "apertura" del franquismo.

Paralelamente nacieron grupos de extrema derecha parapoliciales bajo la protección del aparato represivo y de los servicios secretos franquistas (o directamente organizados por ellos), como Defensa Universitaria (que actuó entre 1962 y 1968) y Acción Universitaria Nacional (que actuó entre 1968 y 1973), cuyo objetivo era acabar por métodos violentos con la «subversión» en los campus universitarios, donde la oposición antifranquista estaba creciendo. En los campus también actuaron violentamente los Guerrilleros de Cristo Rey, aunque su principal objetivo fueron los eclesiásticos que se habían apartado del régimen siguiendo las enseñanzas del Concilio Vaticano II. Asimismo realizaron atentados contra librerías y quioscos de prensa. Otros grupúsculos que nacieron en esos años también recurrieron a los métodos terroristas para atacar cualquier manifestación de oposición al régimen y contaron igualmente con la protección y la complicidad de la policía franquista (y de los servicios secretos). Se pueden citar los neonazis Partido Español Nacional Socialista (PENS), Movimiento Social Español y Movimiento Nacional Revolucionario.
En el tardofranquismo también nacieron los grupos políticos «neofranquistas» que formaron lo que se llamó el Búnker. Eran franquistas «involucionistas» que se oponían radicalmente a las propuestas de «apertura» del régimen (y a sus tímidas realizaciones como la Ley de Prensa de 1966, auspiciada por el ministro Manuel Fraga Iribarne) y que en su lugar proponían volver a sus principios fundacionales (falangismo franquista e integrismo católico), por lo que también rechazaban la alternativa inmovilista de los «tecnócratas». Contaban con las simpatías de Carrero Blanco y posiblemente del propio Franco. En 1966 nació la revista Fuerza Nueva y desde sus páginas su director, el notario Blas Piñar, advirtió que «en España estamos padeciendo una crisis de identidad de nuestro propio Estado». Más tarde, por iniciativa del exministro de Trabajo y camisa vieja de Falange José Antonio Girón de Velasco, nació la Confederación Nacional de Excombatientes con el objetivo de «coordinar y fortalecer las actividades de las distintas Hermandades y Asociaciones de Excombatientes dentro del común ideal de pervivencia y solidez de los Principios del 18 de julio, y en especial para procurar la transmisión de los mismos, como el más preciado legado a las nuevas generaciones». En noviembre de 1974 Girón fue elegido presidente de la Confederación (entre sus vocales figuraba el teniente general Tomás García Rebull) y en junio de 1975 El Alcázar se convirtió en su órgano de prensa (un diario que desde que en 1971 se había hecho cargo de la dirección el falangista Antonio Gibello ya era el portavoz de la extrema derecha en España). La presidencia de la sociedad editora la ocupó el general Jaime Milans del Bosch y la vicepresidencia Girón (varios generales figuraban como vocales en su consejo de administración y también miembros destacados de Fuerza Nueva). Antonio Gibello continuó como director. Como ha destacado Xavier Casals, alrededor de estos grupos neofranquistas se configuraría la ultraderecha en la década de 1970.

### Transición (1975-1982)

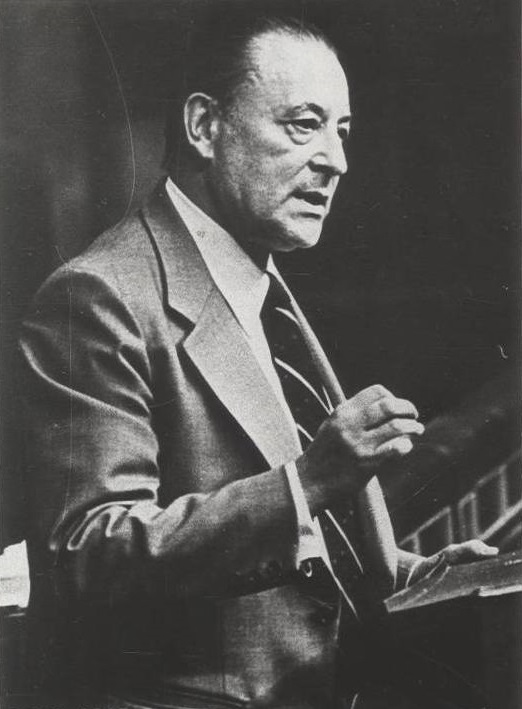
Blas Piñar en el Congreso de los Diputados.

Tras la muerte del general Franco la extrema derecha fracasó en su intento de frenar la «reforma política» impulsada por el Gobierno de Adolfo Suárez. No consiguió que las Cortes franquistas rechazaran la Ley de Reforma Política, y el 'NO' que defendió en el referéndum sobre esa ley celebrado el 15 de diciembre de 1976 recibió muy escasos apoyos (no llegó al 3 %). La extrema derecha quedó así aislada y algunos de los numerosos grupos y partidos que la integraban optaron por incorporarse a Alianza Popular, «principal eje y aglutinante de la clase política franquista partidaria de una reforma limitada», y que estaba liderada por el exministro Manuel Fraga Iribarne. Fue el caso de Unión Nacional Española presidida por el exministro Gonzalo Fernández de la Mora y de la que formaban parte numerosos tradicionalistas como José Luis Zamanillo, Antonio María de Oriol y el marqués de Valdeiglesias. El aislamiento se incrementó cuando el 1 de abril de 1977 el Gobierno de Suárez suprimió el Movimiento Nacional y sus órganos de prensa y radio pasaron a estar bajo su control directo (el día 22 de abril el diario Arriba salía a la calle sin el yugo y las flechas, el emblema histórico de Falange).
En el período de la Transición la ultraderecha llevó a cabo la llamada «estrategia de la tensión», encaminada a impedir la consolidación de un sistema democrático, configurándose un terrorismo de extrema derecha durante este periodo —con grupos como la Alianza Apostólica Anticomunista (AAA), AntiTerrorismo ETA (ATE), Grupos Armados Españoles (GAE), los Guerrilleros de Cristo Rey, el Batallón Vasco Español (BVE) y otros de menor importancia como los Comandos Antimarxistas—, aprovechándose de los atentados de ETA y GRAPO para organizar manifestaciones que clamaban por la asunción del poder por parte de los militares, e incitándose repetidamente al golpe de Estado desde las páginas de El Alcázar o El Imparcial. En tal sentido, cabe destacar que se desplegaron tres categorías de violencia; la identitaria, la vigilantista y la incontrolada. También a partir de la muerte de Franco, la recuperación de una memoria revisionista e incluso filonazi sobre la División Azul cobró un especial interés para la extrema derecha española debido al nuevo contexto político.

Logo de la coalición Alianza Nacional 18 de Julio, integrada por Fuerza Nueva y por Falange Española de las JONS. Se presentó a las las elecciones de junio de 1977, pero no obtuvo ningún escaño.

En el inicio de la Transición, la extrema derecha presentó, según Ferran Gallego, dos proyectos políticos para las elecciones generales de 1977: la federación de partidos de Alianza Popular (en aquel momento contraria a un proceso constituyente) y la Alianza Nacional 18 de Julio. En las elecciones generales de marzo de 1979 la coalición Unión Nacional encabezada por Fuerza Nueva, convertida ya en la formación hegemónica de la ultraderecha, consiguió un escaño por Madrid que ocupó Blas Piñar, líder de Fuerza Nueva, lo que convirtió a España en uno de los primeros países europeos que contó con un diputado de esta tendencia política en su parlamento, aunque sólo mantendría el escaño durante una única legislatura (1979-1982). Por otro lado, la extrema derecha trató de obstaculizar a través de una movilización continua la transición. El activismo, la parafernalia de los uniformes y la violencia «tribal» abrazada por Fuerza Nueva atrajeron a algunos jóvenes a la organización. El fracaso del golpe de Estado del 23-F desactivó las posibilidades del acceso al poder vía golpe militar.
En las elecciones de octubre de 1982 Fuerza Nueva se presentó en solitario y en la circunscripción de Madrid solo obtuvo 20 139 votos, que sumados a los conseguidos por el resto de candidaturas de ultraderecha (11 496), suponía que la extrema derecha había perdido en Madrid 80 000 votantes respecto a 1979. En el conjunto de España perdió 300 000. La explicación era sencilla: veinte meses antes se había producido el fracasado golpe de Estado del 23-F (una de las candidaturas era Solidaridad Española, cuyo cabeza de lista por Madrid era el golpista exteniente coronel Antonio Tejero; obtuvo 8994 votos). Como ha destacado José Luis Rodríguez Jiménez, el «desastre electoral» de 1982 confirmó que «el neofranquismo político conformaba una fuerza residual».
Solo un mes después de celebrarse las elecciones, Fuerza Nueva anunciaba su disolución (escogió la fecha del «20N») aunque el partido no desapareció totalmente porque fue sustituido por una serie de asociaciones provinciales, como la que se constituyó en Madrid en febrero de 1983 con el nombre de Centro de Estudios Sociales, Políticos y Económicos y que estaba presidida por Blas Piñar. Su domicilio social estaba ubicado en el inmueble de Fuerza Nueva Editorial. La de Barcelona se llamó Adelante España y la de Valencia Unión Hispana. Por su parte, el camisa vieja y exministro de Franco Raimundo Fernández Cuesta, de 86 años, renunciaba en febrero de 1983 a la jefatura nacional de Falange Española de las JONS, alegando «cierto cansancio, más que físico moral». Le sustituyó Diego Márquez que intentó marcar las diferencia de Falange con Fuerza Nueva. «Si a la disolución del partido dirigido por Piñar unimos el citado nivel de desorganización, desfase ideológico y pérdida de militantes que se hace presente en el conjunto de los grupos falangistas, podemos afirmar que en 1982 se cierra una etapa en la historia de la extrema derecha española». «Al disolverse FN la extrema derecha perdió su polo dinamizador y aglutinador, sumiéndose en la marginalidad, la atonía y la atomización», ha afirmado Xavier Casals.
La extrema derecha durante la transición cosechó un doble fracaso: ni consiguió impedir el paso a un sistema democrático, ni logró organizarse para actuar en él y competir en unas elecciones libres. Este doble fracaso, se debió, según José Luis Rodríguez Jiménez, a su incapacidad para adaptarse al cambio cultural y de valores que había experimentado la sociedad española (no se daban las condiciones que posibilitaran «el éxito electoral de fuerzas políticas vinculadas al neofranquismo o al neofascismo»; «cuatro décadas de autoritarismo de derechas derivaron en un revulsivo que terminó por deslegitimar a la extrema derecha»); al recuerdo de la guerra civil (alentado por los neofranquistas) que hizo que se contemplara «con desconfianza la propaganda de fuerzas que representan opciones extremistas» (los programas de los partidos de extrema derecha apenas habían sido retocados desde el final de la guerra civil); a que centró «su propaganda en un supuesto caos del sistema democrático», y este nunca se produjo; a que «no elaboró ningún tipo de análisis en torno a lo que podía significar, y como debía ser afrontada, la transición del régimen autoritario franquista a una democracia parlamentaria en el seno de una monarquía constitucional. Tan sólo tenía un objetivo: evitar que este proceso tuviera lugar», por lo que carecía de una estrategia electoral (su inmovilismo ideológico fue absoluto: «la extrema derecha española [a diferencia de la de otros países occidentales] no pareció darse cuenta de que las técnicas de presentación e inculcación ideológica y, más importante, los temas y las argumentaciones, habían cambiado radicalmente en los últimos treinta años... No había espacio para el franquismo después de Franco, y menos aún para la extrema derecha neofranquista»). Un último factor que explicaría el doble fracaso, según Rodríguez Jiménez, sería su gran fragmentación en diversos grupos y grupúsculos que desconfiaban unos de otros.

### «Travesía por el desierto» (1982-2000)

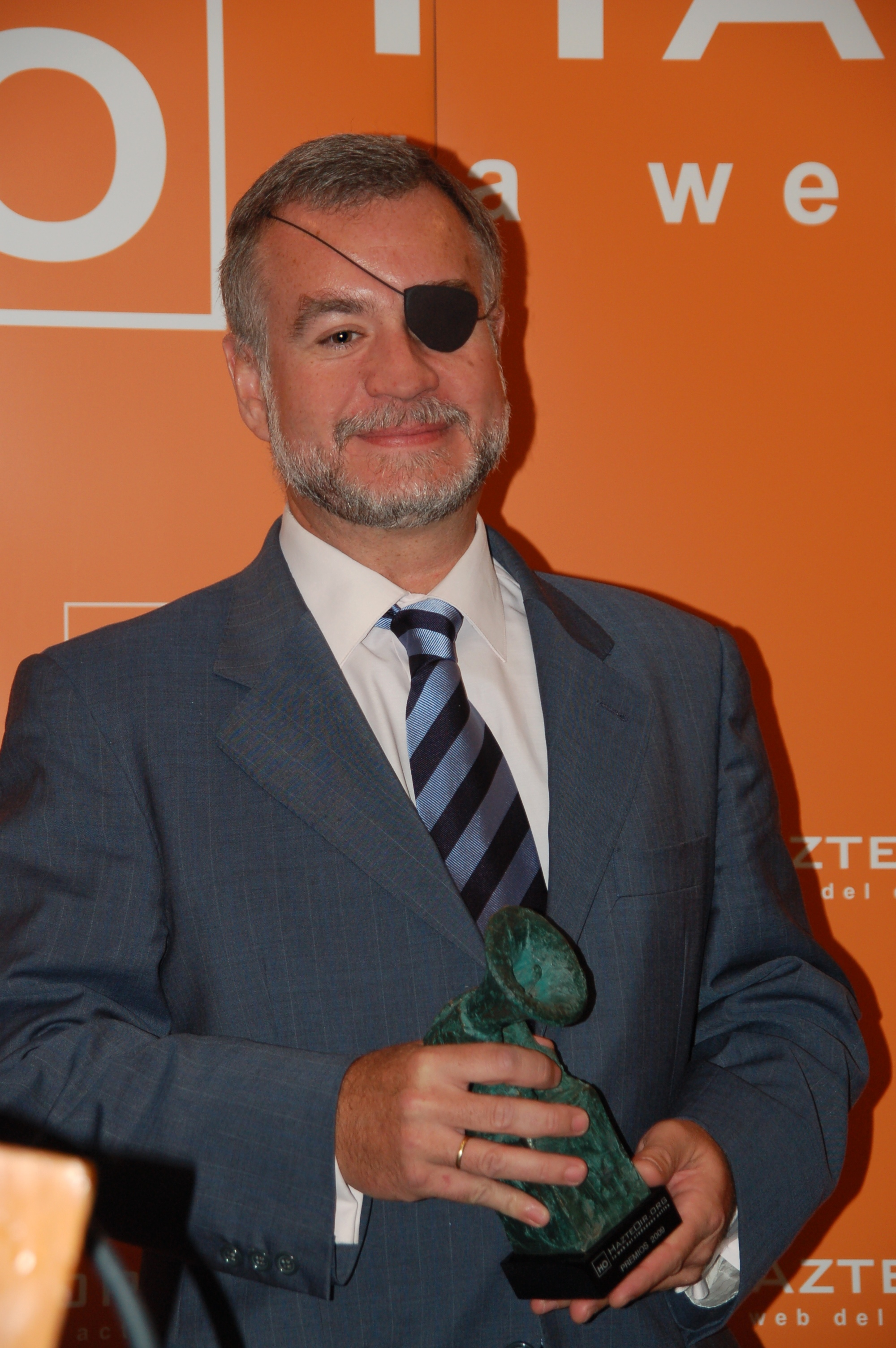
José Javier Esparza en 2009.

La extrema derecha (al igual que en Grecia o Portugal) pasó a experimentar una (más o menos larga) «travesía por el desierto»; sus propuestas pasaron a suscitar un rechazo mayoritario en la ciudadanía. Aunque perdió su escaño en el Congreso de los Diputados en las elecciones de 1982, Blas Piñar continuó siendo el líder de la extrema derecha española encabezando el partido Frente Nacional, refundación de Fuerza Nueva, y que estuvo apoyado por el Frente Nacional francés de Jean-Marie Le Pen. Tras un último intento de salir de la marginalidad con la fusión en 1992 con las también muy minoritarias —y neofalangistas— Juntas Españolas (que contaban con el apoyo económico y propagandístico del periódico ultraderechista El Alcázar), el Frente Nacional se autodisolvió al año siguiente. Piñar desoyó a Le Pen, quien le sugirió «marginar el recuerdo y la obra de Franco», y el nuevo FN persistió en su neofranquismo. 
Disminuida la importancia del sector fuerzanovista, la ultraderecha pasó entonces a quedar debilitada, marcada por la división entre los neofranquistas y los defensores del desarrollo de vínculos con la extrema derecha europea. Afín a los postulados de la Nouvelle Droite francesa de Alain de Benoist se desarrolló la iniciativa de José Javier Esparza de la revista Hespérides aunque no llegó a tocar los planteamientos paganos o anticristianos de aquella. Surgieron también grupos neofascistas violentos como las Bases Autónomas, nacidas en Madrid a finales de 1983 (sus integrantes se presentaban como «nacional-revolucionarios» y la rata negra, utilizada por grupos neofascistas europeos, era su símbolo identificativo) o como los grupos de skinheads neonazis que aparecieron en la segunda mitad de los años 1980 y cuya violencia se dirigió contra los inmigrantes, los «rojos», los homosexuales y los consumidores de drogas.
La década de 1990 supuso la disolución o mutación de algunas organizaciones de ultraderecha: CEDADE se disolvió en 1993 (el mismo año que el Frente Nacional de Blas Piñar), mientras que las Juntas Españolas lo hicieron en 1995; estas últimas dieron lugar a la creación de Democracia Nacional, que, con un mensaje algo más innovador, compitió sin mucho éxito en el espacio de ultraderecha con otras propuestas también marginales electoralmente como la Alianza por la Unidad Nacional, Falange Española de las JONS (FE de las JONS) o Falange Española Independiente, FE(I). Democracia Nacional nunca superó el 0,1 % de los votos en unas elecciones generales. En 1997 se fundó el Partido de Acción Democrática Española (PADE; luego Partido Demócrata Español), organización formada a partir de militantes escindidos del Partido Popular y que, autopresentada explícitamente como «partido español y de derechas», obtuvo igualmente unos resultados muy modestos en las elecciones europeas de 1999. Por esos años surgió en Barcelona Alternativa Europea (AE), que seguía los pasos del nacionalbolchevismo surgido en la Rusia poscomunista, y que dio lugar al Movimiento Social Republicano.

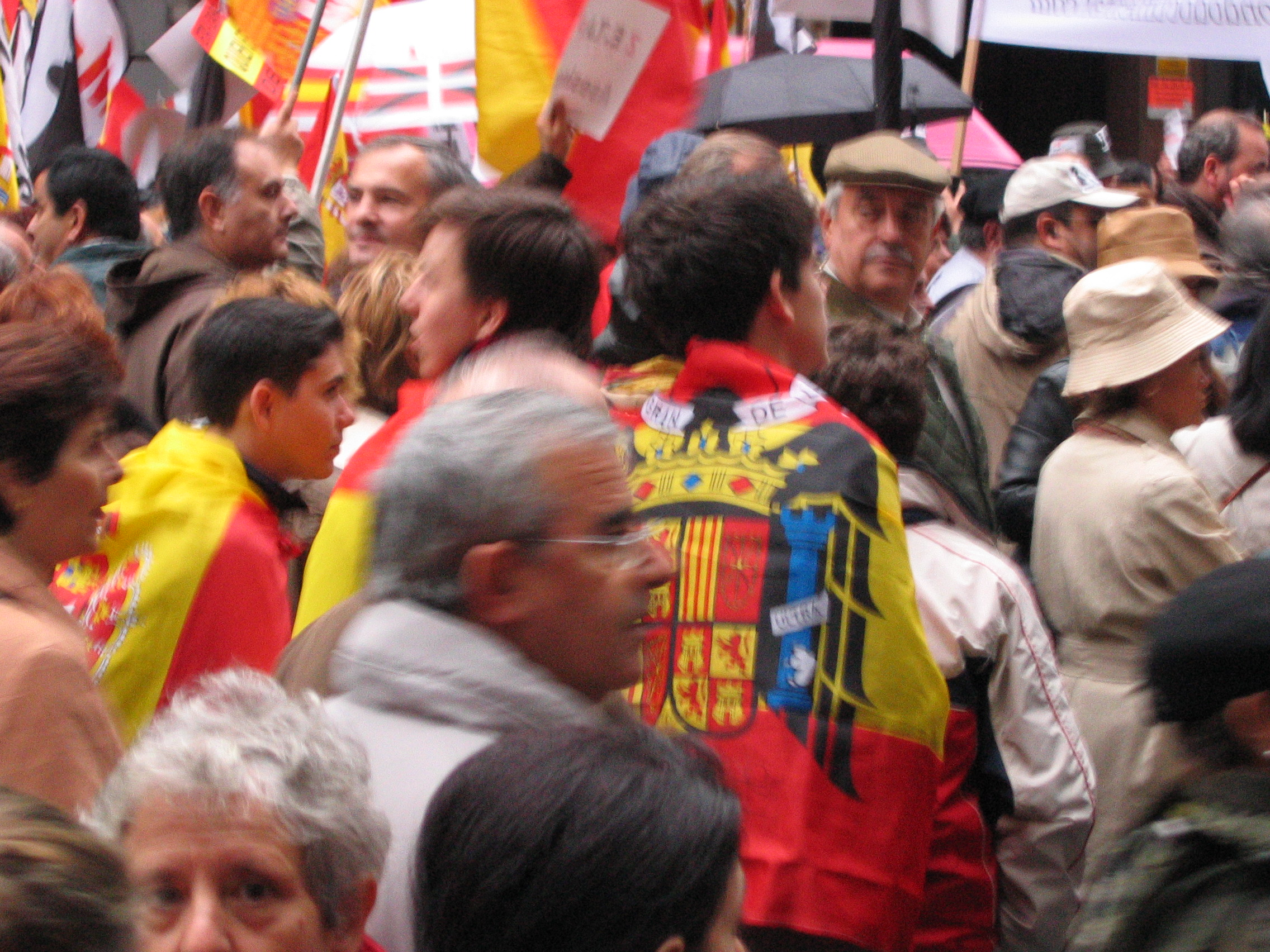
Participante de una manifestación de la Asociación Víctimas del Terrorismo portando la bandera franquista.

En 1997 el historiador José Luis Rodríguez Jiménez realizó el siguiente balance de la situación de la extrema derecha española en aquel momento: «A diferencia de lo sucedido en otros países de nuestro entorno, en los que las fuerzas de extrema derecha experimentan un lento pero sustancial proceso de transformación que las acabará conduciendo, ya en la década de los ochenta, a la obtención de un importante respaldo electoral, la extrema derecha española permanece anclada en una situación caracterizada por el anquilosamiento ideológico, la división y el escaso respaldo de los ciudadanos».
En conclusión, desde que en 1979 resultó elegido diputado Blas Piñar, escaño que no renovó en las elecciones siguientes, la extrema derecha no consiguió representación parlamentaria y fue descrita como una «especie moribunda» integrada por «un conjunto de formaciones y grupúsculos extremistas que apenas consiguieron salir de la marginalidad política durante décadas. Así tras el declive de Fuerza Nueva y ya en la década de los noventa, agrupaciones como las distintas Falanges (Española de las JONS, Alternativa [sic] y Española Independiente) compitieron con nuevas candidaturas como la Alianza por la Unidad Nacional, liderada por Sáenz de Ynestrillas, o Democracia Nacional. Todos juntos no llegaron a sumar más de 44 000 votos (y ningún escaño) en el conjunto del territorio en las elecciones generales. El escenario a finales del siglo pasado, cuando ya los grandes partidos de ultraderecha en Europa Occidental habían conseguido sustanciales éxitos, era prácticamente el de un movimiento de alcance urbano, organizado en torno a tres ciudades: Madrid, Barcelona y Valencia».
La debilidad de la ultraderecha en España se explicó, según la politóloga Beatriz Acha, «por su atomización y fragilidad organizativas (y, consiguientemente, por su debilidad financiera); por las dificultades que el sistema electoral impone a los nuevos partidos de ámbito nacional (salvo que concentren su voto provincialmente); y por la prevalencia de una estructura de cleavages en el sistema de partidos centrada en la cuestión territorial; amén de por la escasa extensión de la conciencia/sentimiento nacional(ista) español entre la ciudadanía». Carles Ferreira ha añadido un factor más: «el Partido Popular ha sido tradicionalmente exitoso en su estrategia de inclusión de los electores más derechistas en su proyecto político».

## SigloXXI
En 1997 el historiador José Luis Rodríguez Jiménez acababa su libro La extrema derecha española en el siglo XX con la siguiente reflexión sobre la posibilidad de que en el futuro pudiera surgir en España «un partido semejante a los que en la actualidad representan a la extrema derecha en otros países europeos»: «un partido de este tipo podría aprovechar el previsible desgaste y el espacio dejado a su derecha por el Partido Popular si la supuesta formación extremista a la que aludimos sustituyera definitivamente las tesis neofranquistas por la explotación demagógica de cuestiones que interesen a los ciudadanos. Por otro lado,.. es posible que en caso de producirse en el futuro un avance de la extrema derecha española éste se sustente mucho más que en su tradicional discurso ideológico en el denominado "voto de protesta"».

### Plataforma por Cataluña
La única organización ultraderechista que consiguió cierta repercusión en la primera década del siglo xxi fue Plataforma por Cataluña llevando el «problema» de la inmigración al centro del debate político local, pero tras su éxito en la localidad de Vic no logró consolidarse a nivel regional y estatal (fracasaron tanto sus intentos de crear réplicas autonómicas, como Plataforma por Madrid (PxM), como el de impulsar el Partido por la Libertad (PxL), constituido en 2013). Plataforma per Catalunya (PxC), era un pequeño partido fundado en 2002 que, siguiendo la senda de otras formaciones políticas de la derecha populista radical europea, se oponía a la inmigración en general y a la musulmana en particular. En las elecciones al Parlamento de Cataluña de 2010 consiguió el 2,4 % de los votos, pero no le bastaron para obtener un escaño, aunque en las elecciones municipales de España de 2003 obtuvo 67 concejales. En 2014 sufrió la escisión del también xenófobo Som Catalans integrado por los partidarios de la independencia de Cataluña a la que PxC se oponía y padeció una grave crisis interna que desembocó en la expulsión del partido de su presidente y fundador, Josep Anglada. Esto se tradujo en que en las elecciones municipales del año siguiente el partido se hundió (sólo consiguió ocho concejales). En 2019 PxC se disolvió para integrarse en Vox. Como ha destacado Xavier Casals, Plataforma por Cataluña «introdujo novedades esenciales en la ultraderecha, pues desterró el discurso heredero del «piñarismo» al asumir otro homologable al de la ultraderecha europea: reclamó "mejor control" de la inmigración, asumió la islamofobia (el partido cobró protagonismo en protestas contra la creación de mezquitas), denunció la ausencia de seguridad pública, manifestó un antielitismo contundente (empleó ya el término «casta») y preconizó un "chovinismo del Estado del bienestar" al exigir atención prioritaria para los autóctonos con el lema "primero los de casa"».

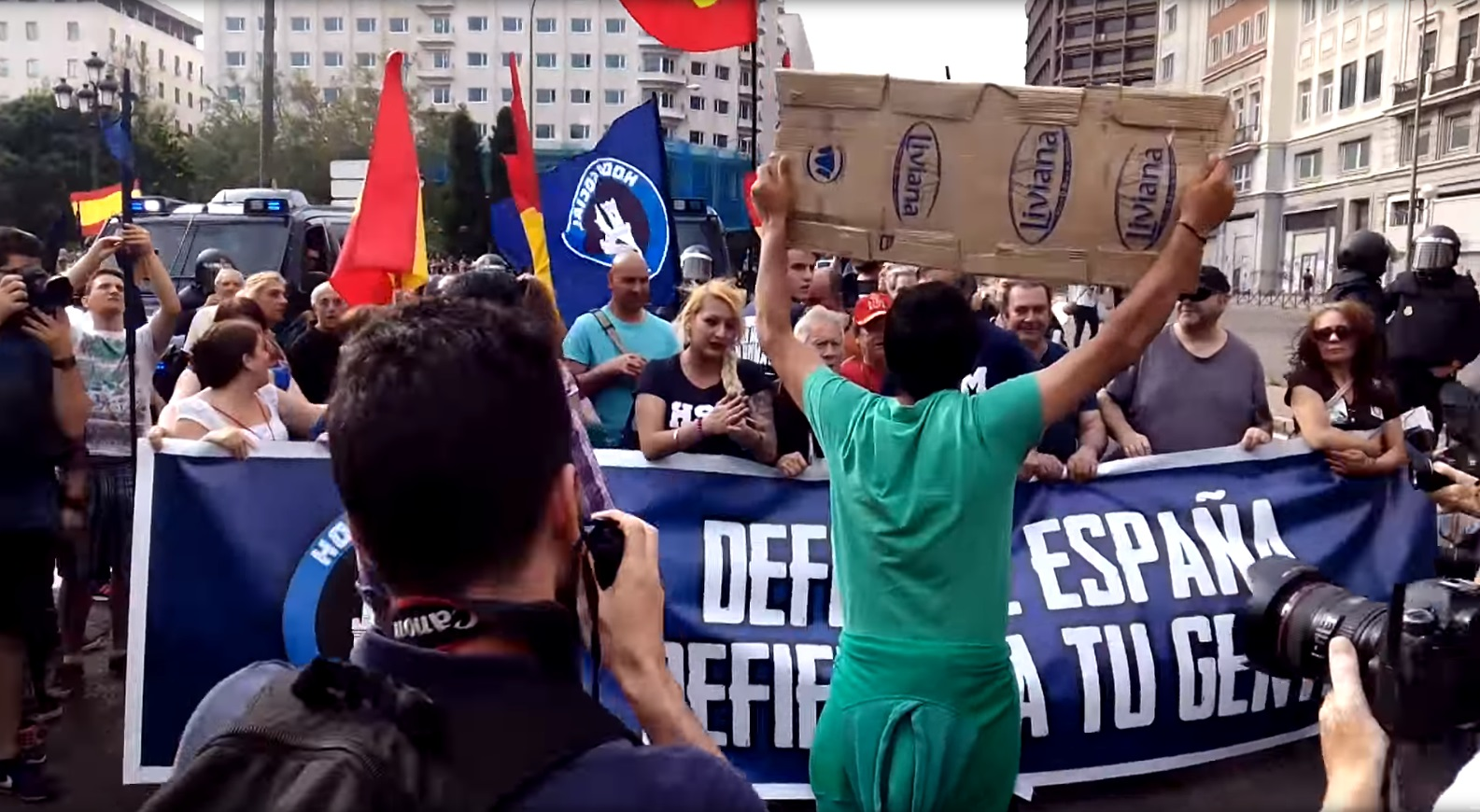
Manifestación en 2016 en la madrileña plaza de España de miembros del Hogar Social Madrid, capitaneados por Melisa Domínguez, y confrontados por el activista sin techo rumano Lagarder Danciu.

También en los inicios del siglo xxi nació en Valencia España 2000 que, a diferencia de Plataforma por Cataluña que integró a catalanistas y a anticatalanistas, se decantó por un ultranacionalismo español de signo blavero. Se definió como un «partido de carácter social y patriota» y adoptó el lema «los españoles primero». En las elecciones municipales de España de 2007 consiguió dos concejales en la Comunidad Valenciana y en las de 2011 cuatro concejales y otro en Alcalá de Henares. Pero, al igual que la PxC, en las de 2015 se hundió (solo mantuvo un edil valenciano y otro en Alcalá). En las elecciones generales de España de abril de 2019 renunció a presentarse para no perjudicar a Vox y en las las municipales de ese mismo año ya no obtuvo ningún concejal.
Paralelamente la extrema derecha actuó por diversas vías civiles, como las acciones judiciales del «sindicato» Manos limpias, cuyos dirigentes fueron detenidos por la policía en 2016 por extorsión y fraude; o el activismo «social», que tomaba como referente la italiana Casa Pound, del casal Tramuntana de Barcelona, activo entre 2011 y 2015, y el Hogar Social Madrid (originariamente Hogar Social Ramiro Ledesma) desde 2014. Uno de sus cometidos era el reparto de comida exclusivamente a «españoles».

### El auge de la ultraderecha: el ascenso de Vox
Durante las dos primeras décadas del siglo XXI, mientras en Europa crecían los partidos de extrema derecha, España constituyó una excepción lo que se atribuyó fundamentalmente a que perduraba el recuerdo de la dictadura franquista. Pero entre diciembre de 2018 y abril de 2019 España se equiparó al resto de países europeos con la irrupción de Vox en el Parlamento de Andalucía, primero, con 12 diputados, y en el Congreso de Diputados, después, con 24 escaños (10,2 % de los votos), que dobló en las elecciones generales de España de noviembre de 2019 cuando consiguió 52 diputados (15,09 % de los votos). «Unas cifras impresionantes que certifican el éxito de una fulgurante andadura política», comenta la politóloga Beatriz Acha. Además, como ha destacado el también politólogo Cas Mudde, Vox ha conseguido «llegar al poder político» en solo un año (condicionando los gobiernos de Andalucía y de otras comunidades autónomas, como la de Madrid), lo que «la mayoría de los partidos ultraderechistas tardan décadas en conseguir desde que cosechan sus primeros éxitos electorales».

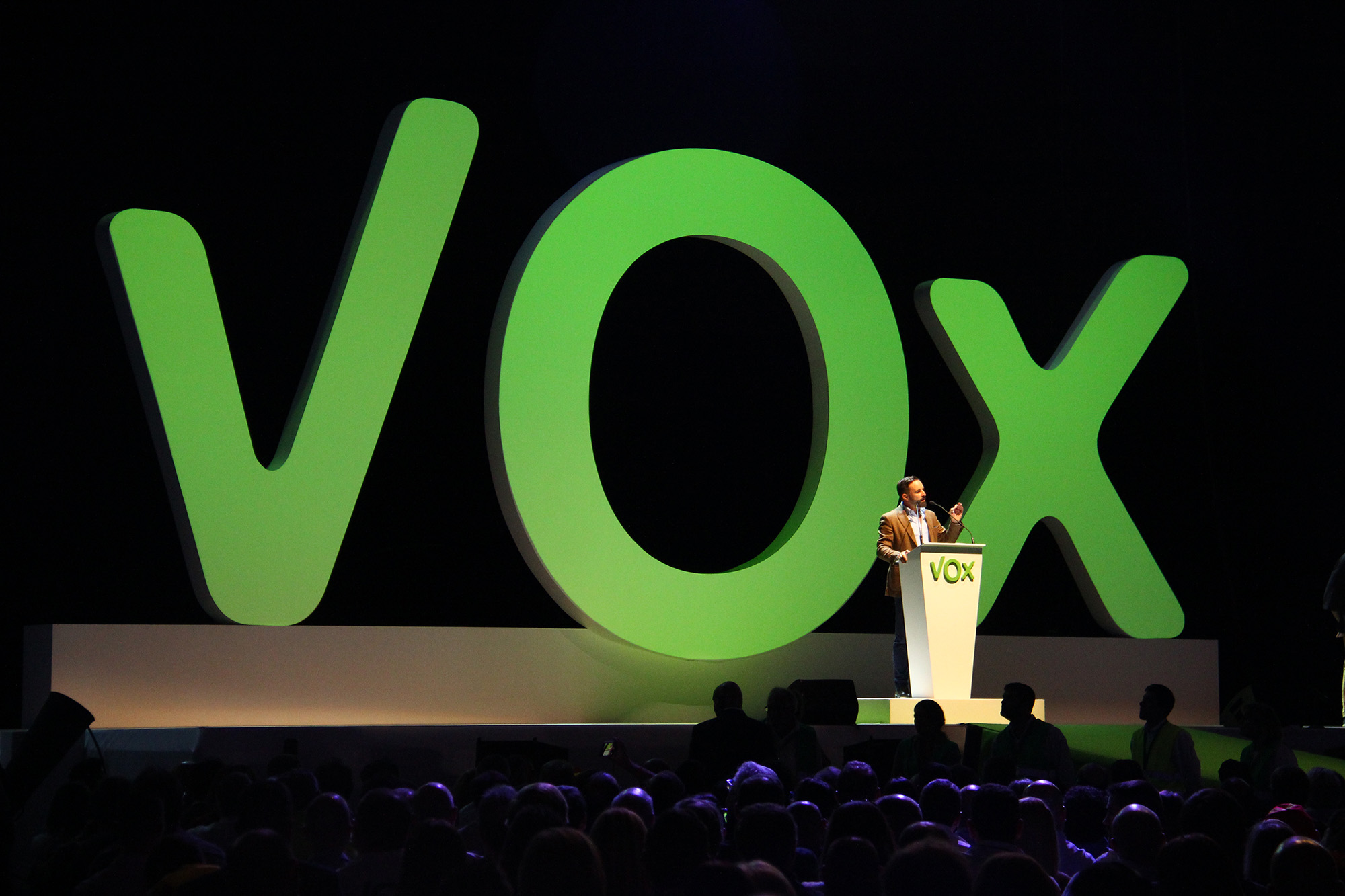
Intervención de Santiago Abascal en un acto de Vox en Vistalegre en octubre de 2018, evento que supuso un hito para la ultraderecha española, según Xavier Casals.

Según Cas Mudde los factores que explicarían el crecimiento de Vox serían fundamentalmente cuatro, con especial incidencia del último: el hecho de que en la segunda década del siglo XXI una mayoría de electores ya no había vivido la dictadura franquista; la apertura de un amplio espacio para los temas socioculturales, campo abonado para los populismos de derechas, como consecuencia de la crisis económica española (2008-2014); la gestión de la crisis por el gobierno de Mariano Rajoy y los casos de corrupción del PP que minaron la confianza en este partido entre muchos votantes de derechas; y, sobre todo, el desafío secesionista en Cataluña que, según Cas Mudde, generó «la tormenta perfecta que propició el gran avance de Vox». En este último punto coinciden otros politólogos como Cristina Monge y Jorge Urdánoz, que afirman que «la irrupción de Vox en 2019» estuvo «originada entre otras cosas como reacción del nacionalismo español frente al procés catalán».
Según Mudde hay que considerar un quinto factor que explicaría por qué fue Vox el que creció espectacularmente y no otros grupos de extrema derecha. La razón, según Mudde, es que «Vox ofrece un “producto” ultraderechista diferente del que ofrecían los grupúsculos que lo precedieron» en el sentido de que «ni la dirección ni la ideología del partido están directamente manchadas por el fascismo ni por el régimen franquista, aun cuando sí propugnen una visión revisionista de este último». Así, Vox no es una versión más o menos moderada del neofascismo como lo habían sido la mayoría de los partidos de extrema derecha en España, sino que es una escisión radical (y nativista) del PP por lo que se encuadraría dentro de los partidos de derecha radical populista que en Europa y en otras partes han experimentado un gran auge en las últimas décadas. Sin embargo, la politóloga Beatriz Acha considera que, aunque «como escisión del Partido Popular» no tiene «vínculos aparentes con los tradicionales núcleos de la ultraderecha franquista y/o falangista», Vox no supone una ruptura con la tradición de la ultraderecha española porque su programa presenta «ciertas similitudes con el discurso de otros partidos de ultraderecha. Así, por ejemplo, en materia social/moral el partido se posiciona contra el matrimonio homosexual y la ideología de género [y contra el derecho al aborto], y a favor de la cadena perpetua y la familia formada por el padre y la madre».
De forma pareja a la irrupción a partir de 2018 de Vox se ha señalado la introducción en España del esquema de financiación tipo súper-PAC, de origen estadounidense, con una financiación a través de donaciones a organizaciones ultraconservadoras pantalla alineadas ideológicamente con Vox como HazteOír y CitizenGo, que empleando esos recursos llevan a cabo una campaña a favor del partido de forma indirecta.